# 國立波隆那畫廊
國立博洛尼亚畫廊（義大利語：Pinacoteca Nazionale di Bologna），是義大利城市博洛尼亚的一座美術館。國立博洛尼亚畫廊主要展示13至18世紀艾米利亞地區畫家或是與城市有所關聯的畫家作品。

## 歷史
國立博洛尼亚畫廊的前身是於1712年創立的克萊門蒂娜美術學院（Accademia Clementina），這所學院是由畫家詹彼得羅·扎諾蒂與其他藝術家再經由教宗克勉十一世的同意下設立的，他們也以克勉十一世的女性變體克萊門蒂娜作為名稱，後來在拿破崙時期的1802年，克萊門蒂娜美術學院被更名為博洛尼亚現代藝術學院，除了是一個教育機構，也兼作為一個美術館，直至1882年，現代藝術學院與畫廊分開，各自成為獨立的組織，畫廊更為現名。

## 館藏
美術學院真正開始用做收藏藝術品是由博洛尼亚籍的教宗本篤十四世發起的，他於1757年捐贈了一批古石膏雕塑給學院，讓其安放於長廊，開啟了學院的收藏之路，1762年，博洛尼亚當地貴族賈科莫·贊貝卡里侯爵（Giacomo Zambeccari）捐贈了一批收購自藝術市場的8幅畫作給美術學院，他也於1788年在他遺囑中交代其所有藏品捐贈給公眾，但由於諸多財產歸屬的法律問題，這批藏品一直到約一個世紀後的1884年才真正的交到美術學院手中。拿破崙征服義大利期間，除了將美術學院更名外，也將學院部分藏品運往巴黎，並直接將徵集自博洛尼亚各個教堂、修道院的藝術品全部安放置新成立的現代藝術學院，拿破崙垮台後的1815年，一些被帶往巴黎的藏品被運了回來，之後再經過幾任館長的努力維護與蒐集，畫廊的藏品豐富多樣且收藏的方向明確，成為艾米利亞區首屈一指的畫廊。 

## 主要館藏列表

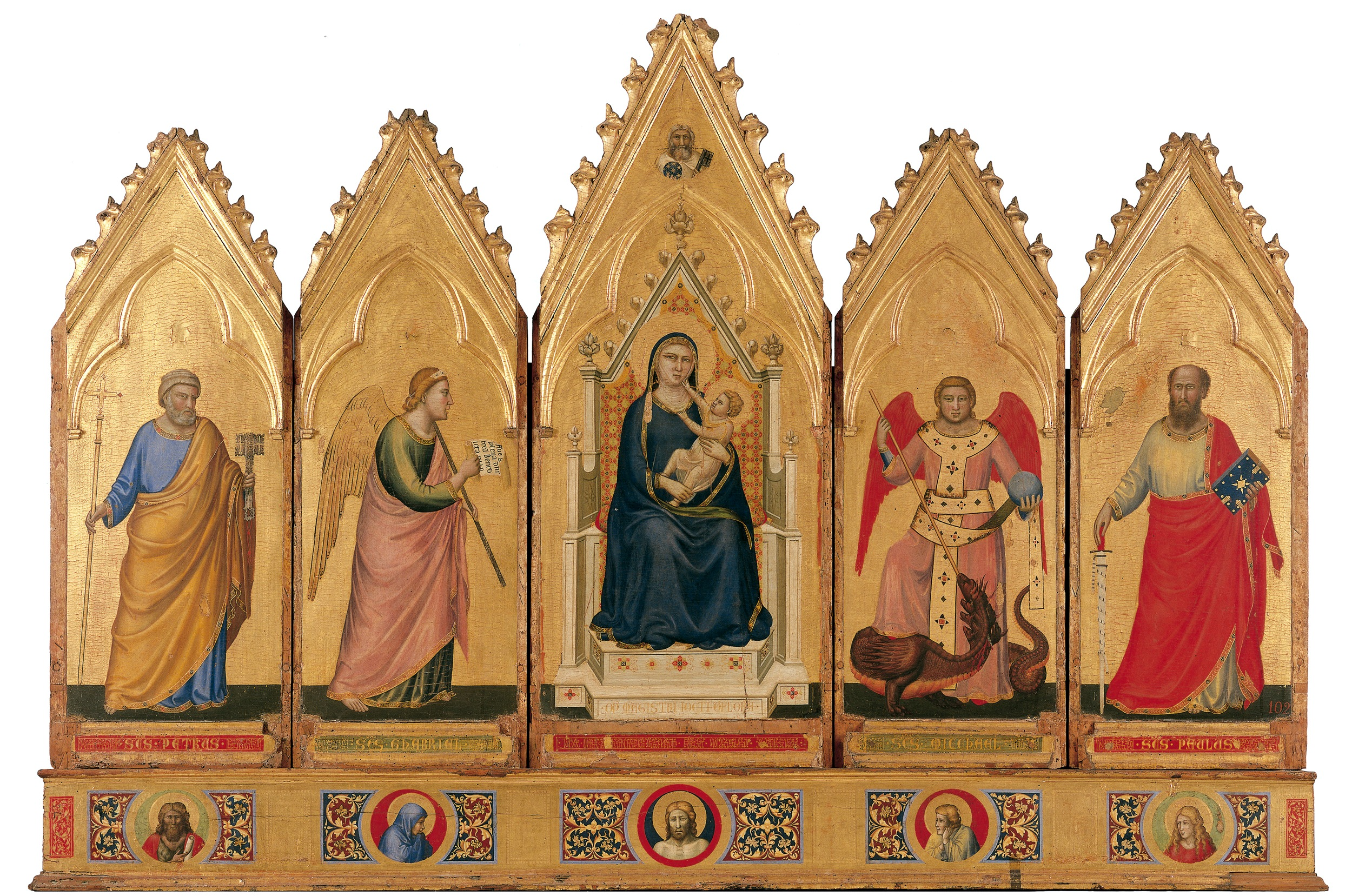
喬托的《博洛尼亚多聯畫（義大利語：Polittico di Bologna）》，194 × 134cm，約作於1330年，來自博洛尼亚天使聖母教堂（Monastero di Santa Maria degli Angeli）的藏品。
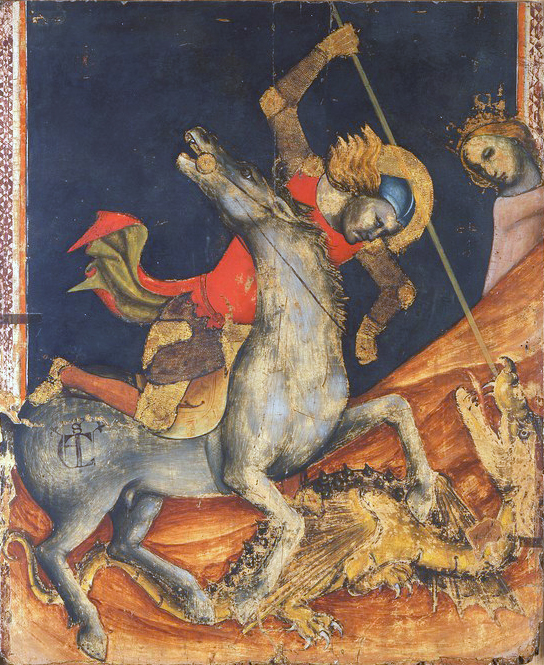
維塔萊·達·博洛尼亞（英语：Vitale da Bologna）的《聖喬治與龍》（San Giorgio e il drago），88 × 70cm，約作於1330－1335年，1959年始藏。
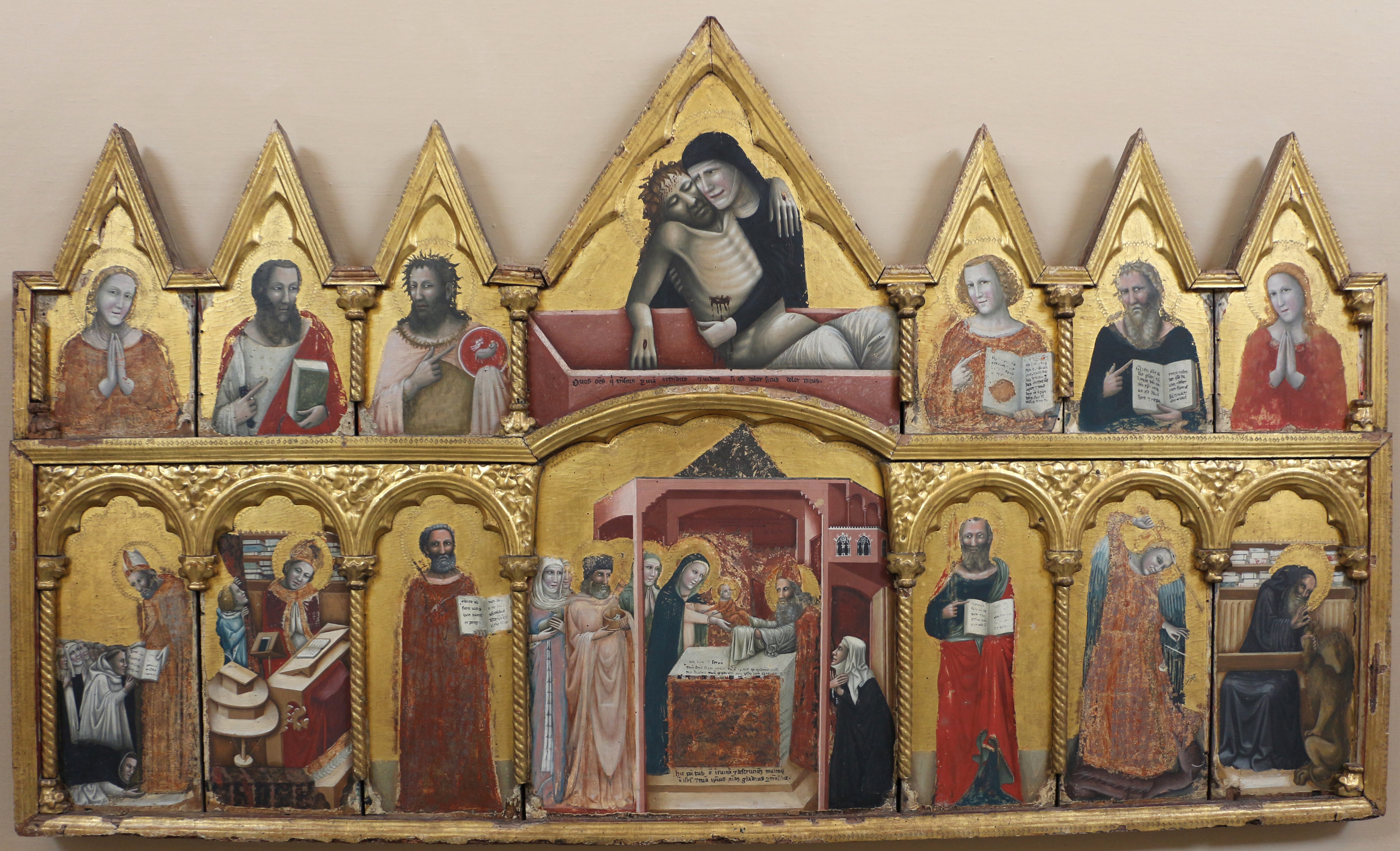
普塞烏多·雅可皮諾·迪·弗朗切斯科（義大利語：Pseudo Jacopino di Francesco）的《新聖母教堂多聯畫》（Polittico da santa maria nuova），114 × 197.5cm，約作於1330－1335年，來自博洛尼亚新聖母教堂的藏品。
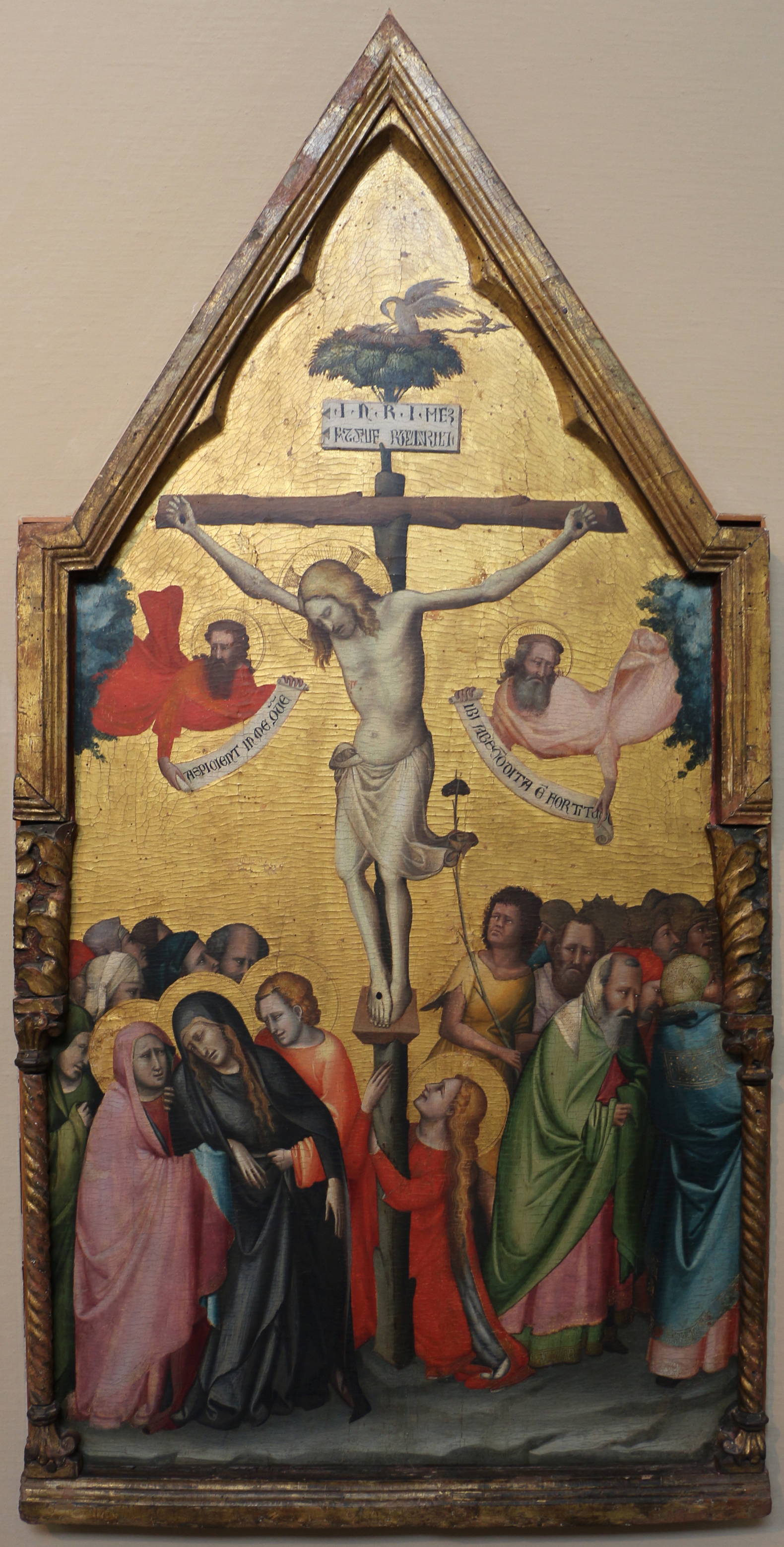
利波·迪·達爾馬西奧（英语：Lippo di Dalmasio）的《耶穌受難》（Crocifissione coi dolenti），125 × 61.5cm，約作於1335－1340年，來自聖馬爾蒂諾修道院的藏品。
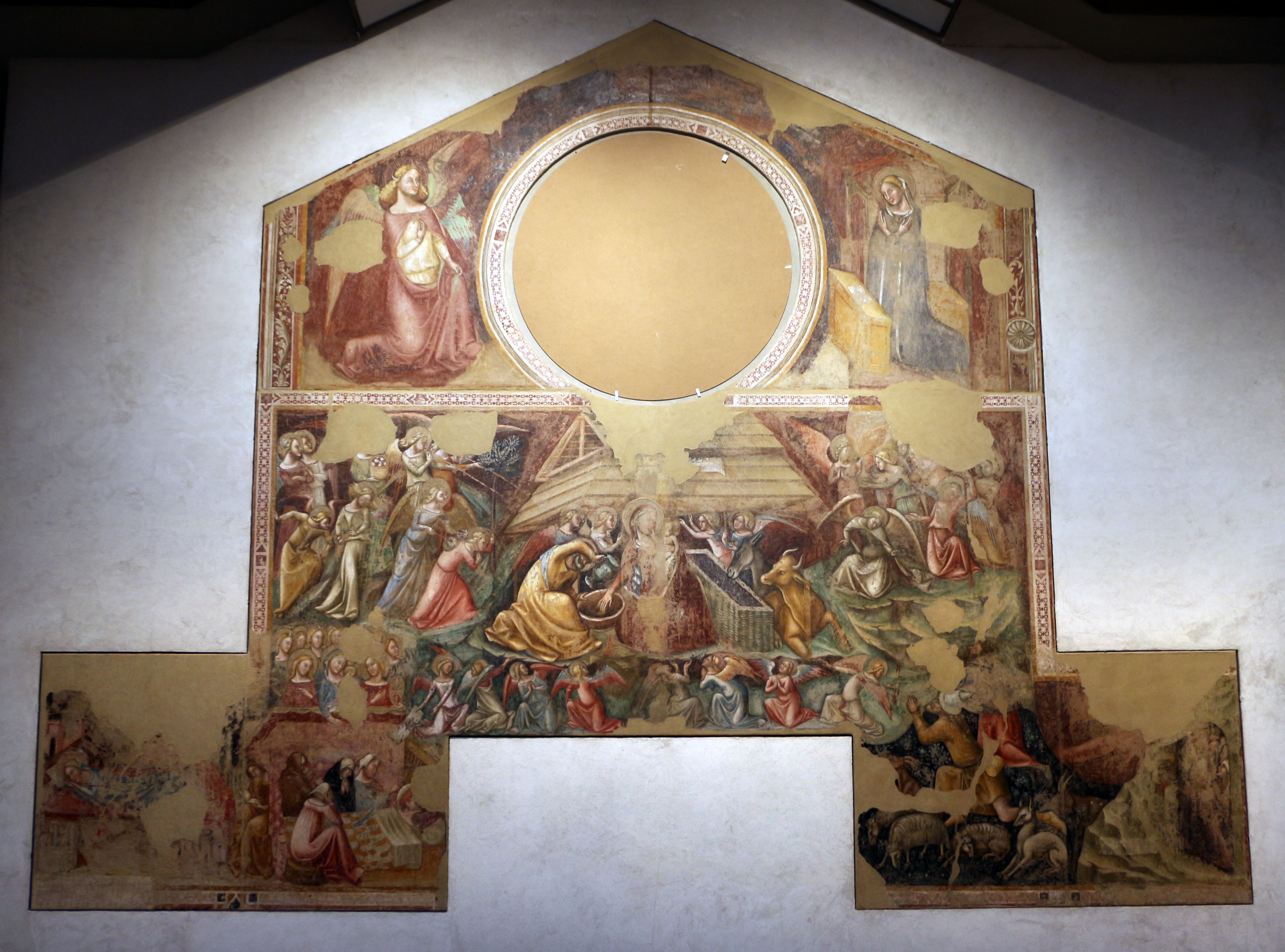
維塔萊·達·博洛尼亞的《耶穌誕生》（Annunciazione, natività, sogno di maria e guarigione miracolosa），495 × 320cm，約作於1338－1345年，1999年始藏，來自聖亞博那教堂的藏品。
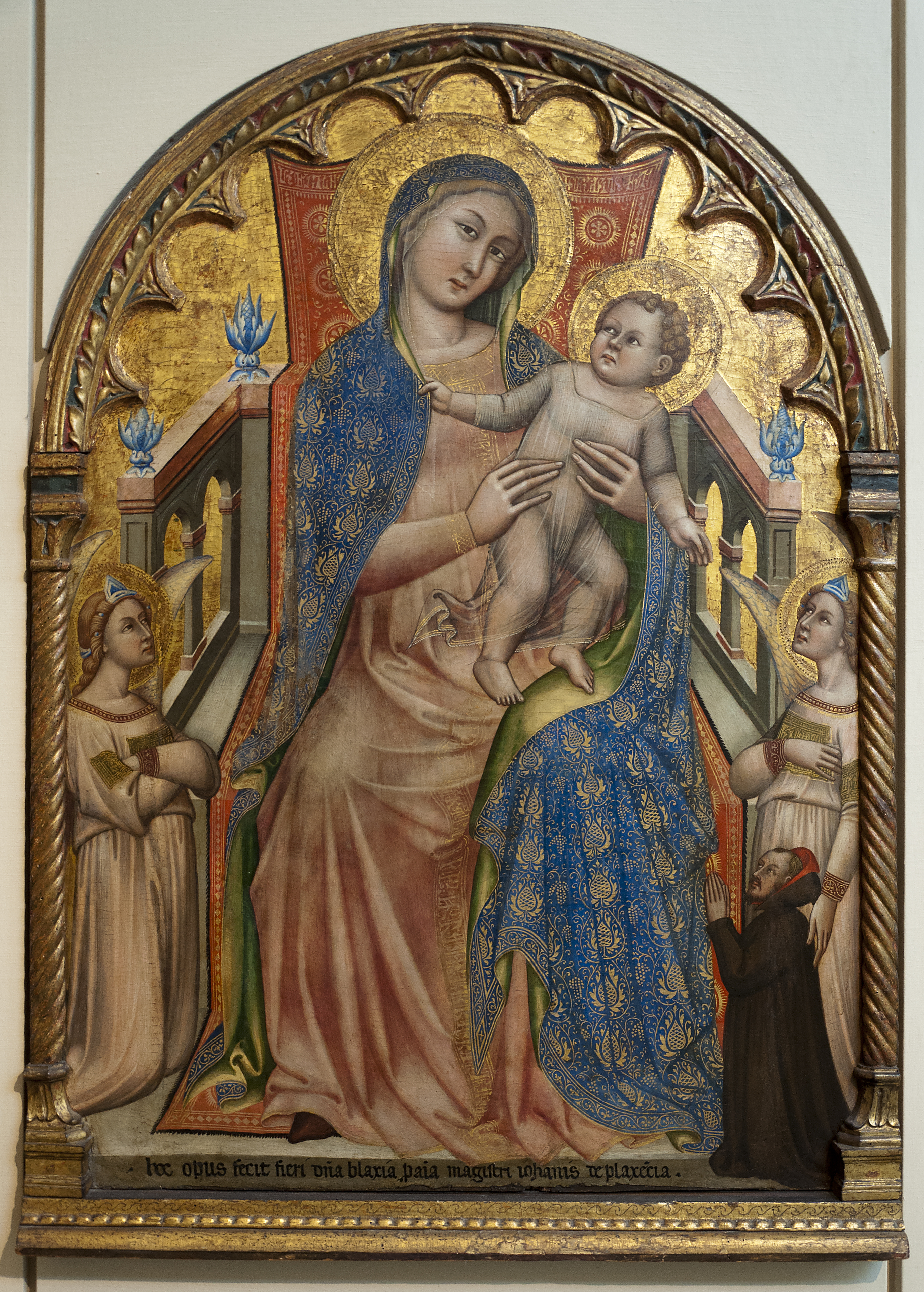
西蒙內·德·克羅齊菲希（英语：Simone dei Crocifissi）的《聖母子、天使以及捐贈者皮亞琴察的約翰》（Madonna col Bambino, angeli e il donatore Giovanni da Piacenza），142 × 99.5cm，約作於1378年，來自聖普羅科洛教堂（英语：San Procolo, Bologna）的藏品。
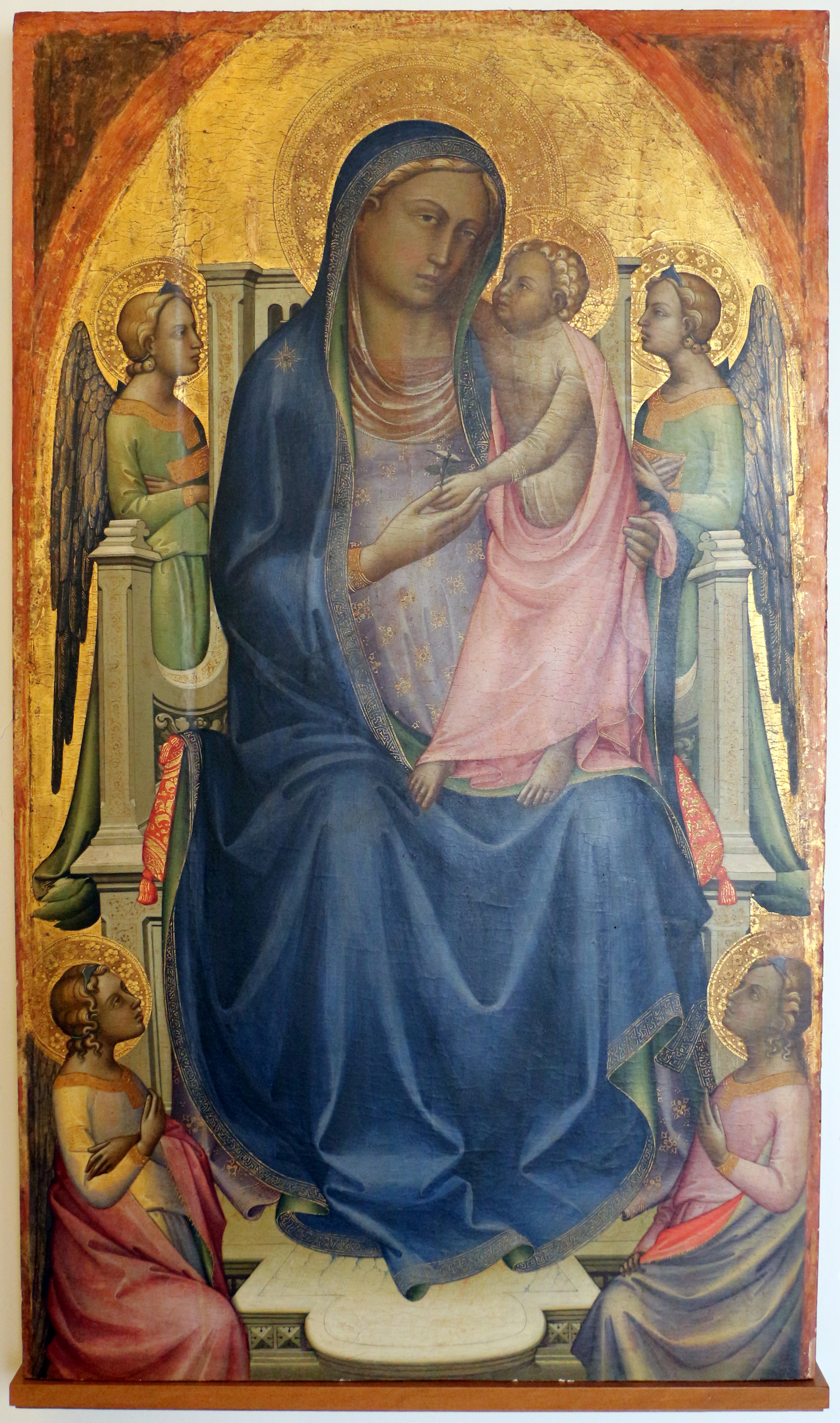
羅倫佐·莫納科（英语：Lorenzo Monaco）的《寶座上的聖母子與四位天使》（Madonna col bambino in trono e quattro angeli），127.5 × 75cm，約作於1402－1403年，1894年始藏。
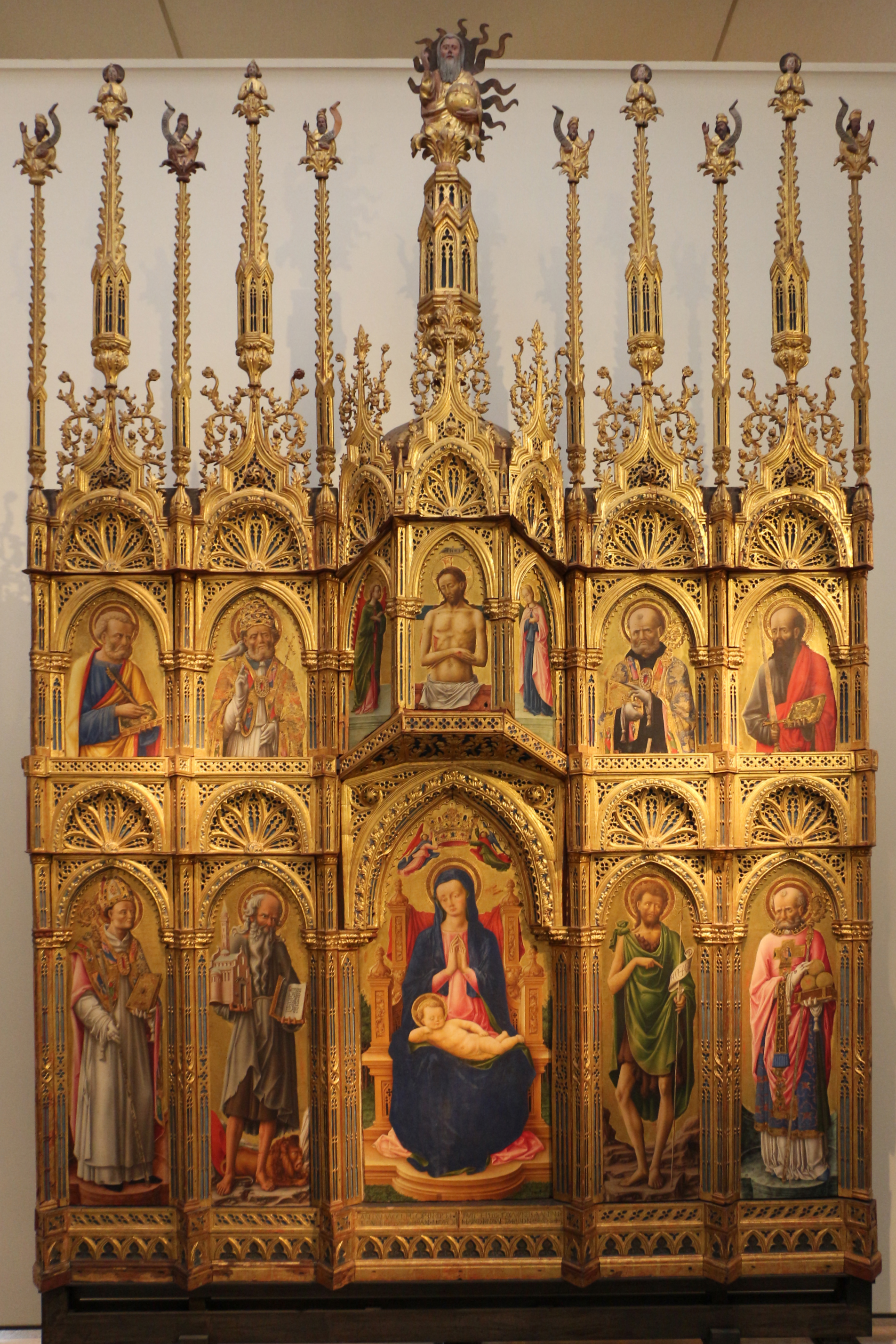
安東尼奧（英语：Antonio Vivarini）與巴爾托洛梅奧·維瓦里尼（英语：Bartolomeo Vivarini）的《聖傑羅姆修道院多聯畫》（Polittico della Certosa），393 × 263cm，約作於1450年，來自博洛尼亚修道院紀念墓園（英语：Certosa di Bologna）的藏品。
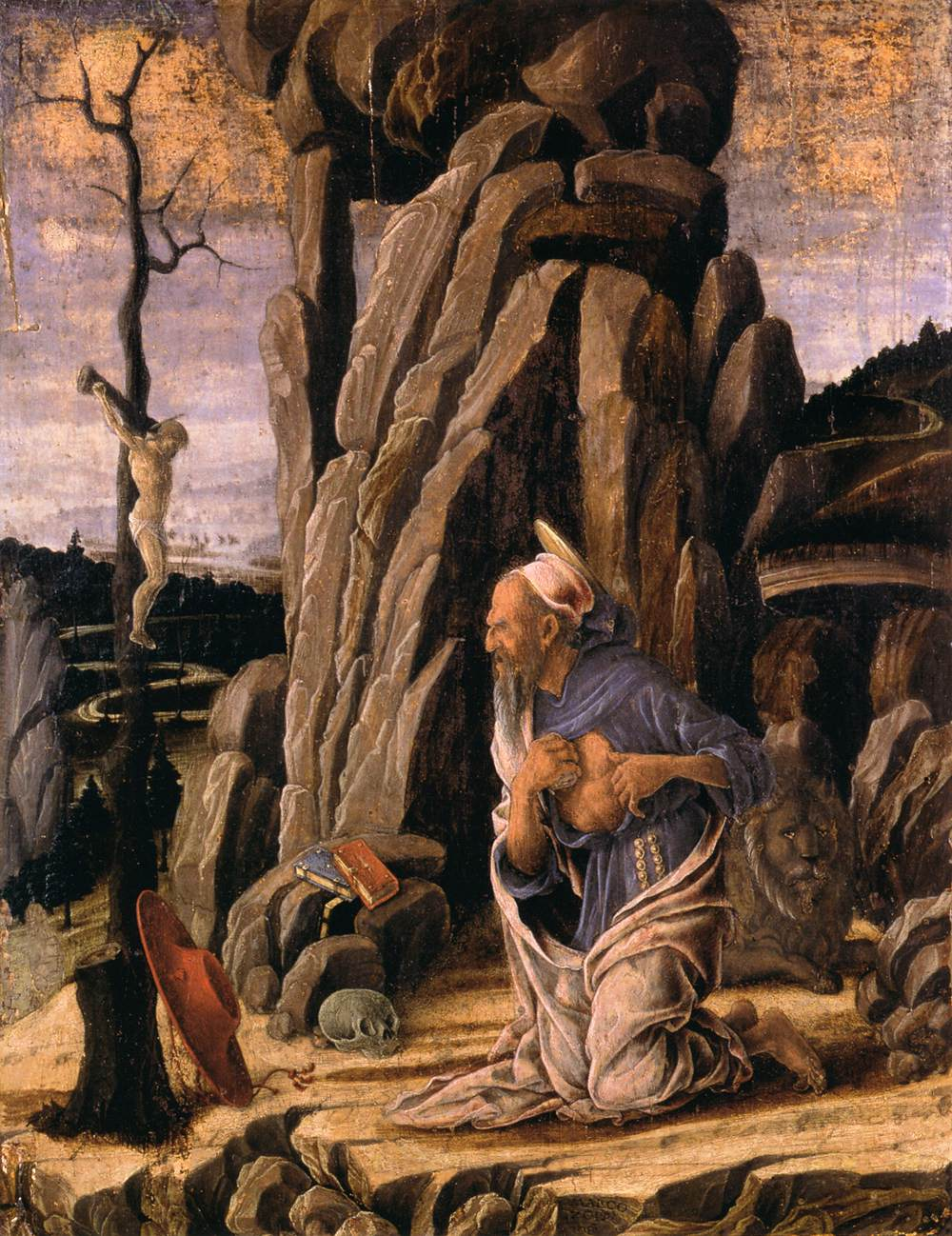
馬可·佐普（英语：Marco Zoppo）的《懺悔的聖傑洛姆》（San Girolamo penitente），41 × 32cm，約作於1470年，1901年始藏。
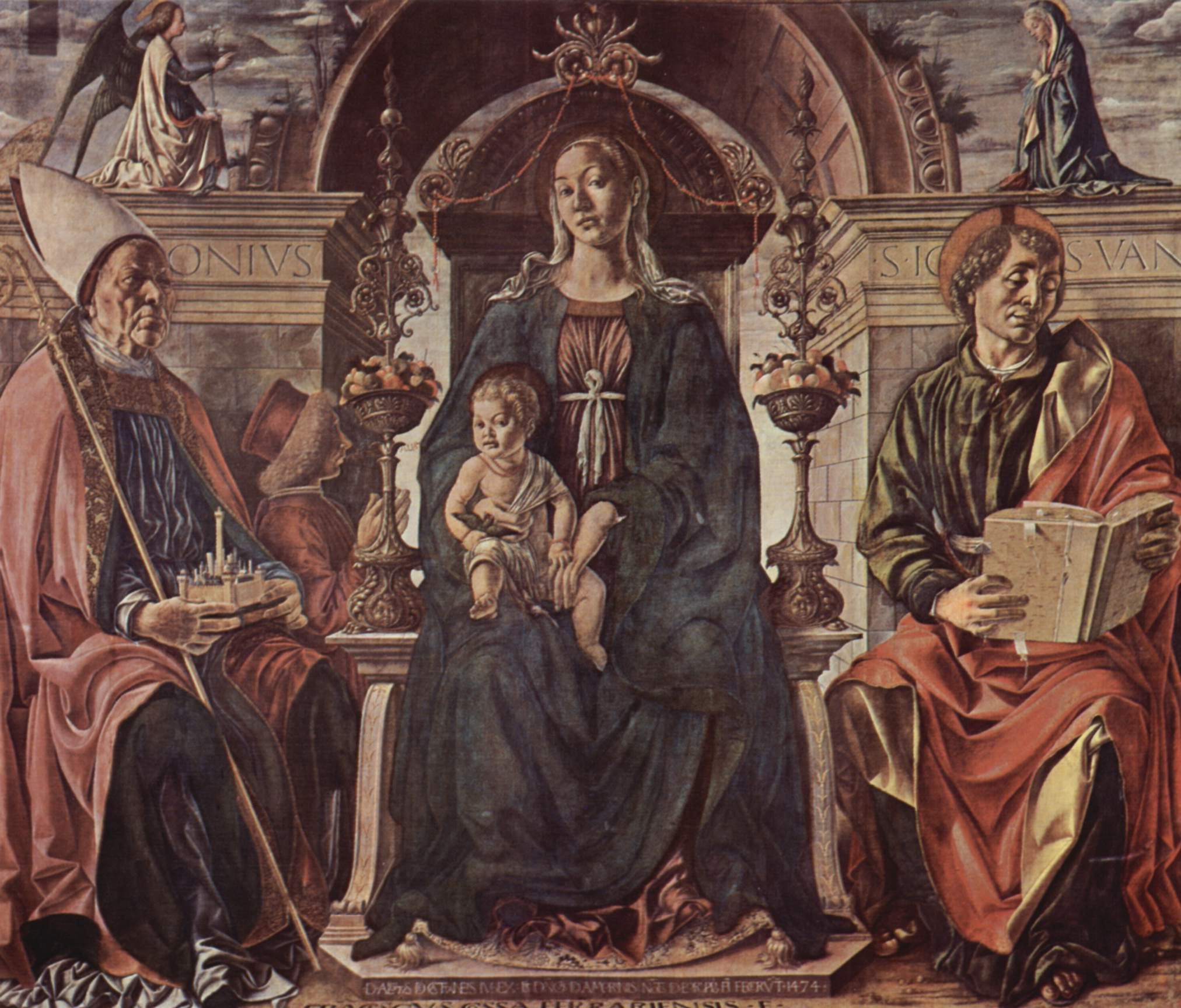
弗朗切斯科·德爾·科薩（英语：Francesco del Cossa）的《梅爾坎堤祭壇畫（義大利語：Pala dei Mercanti）》，227 × 267cm，約作於1474年。
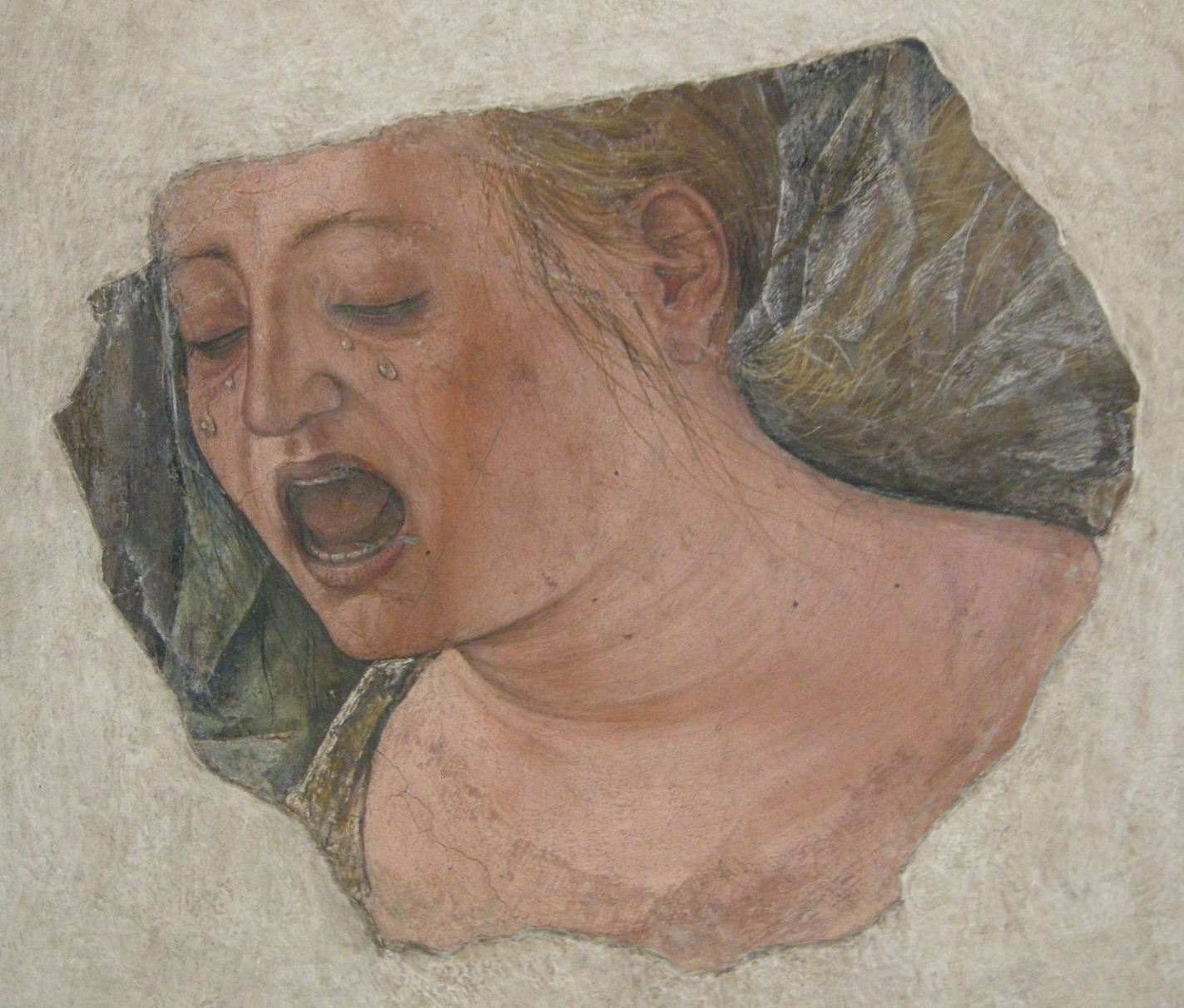
埃爾科萊·德·羅貝爾蒂（英语：Ercole de' Roberti）的《懺悔的抹大拉的瑪利亞》（Maddalena piangente），23 × 38cm，約作於1478－1486年，1958年始藏。
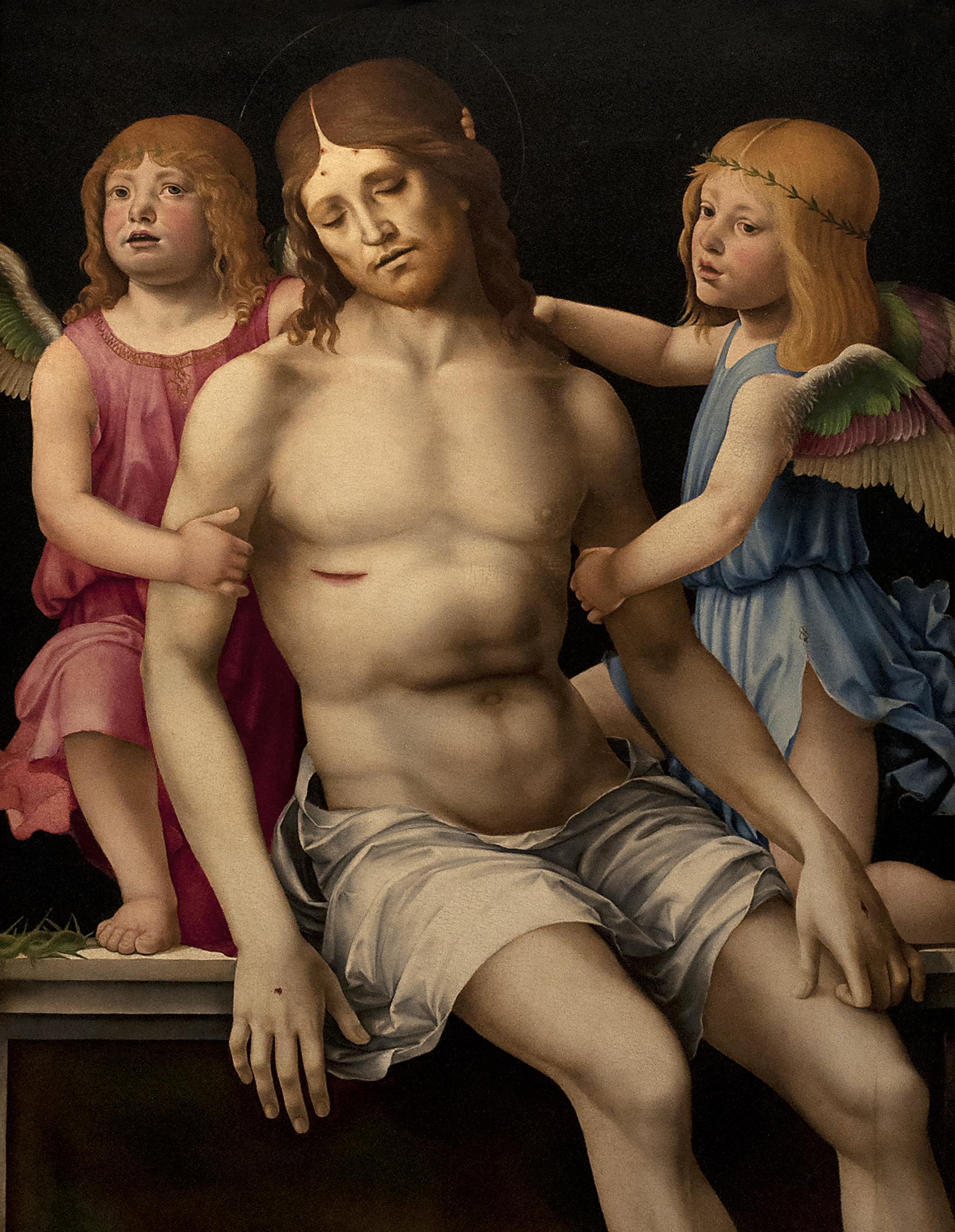
弗朗切斯科·弗朗西亞（英语：Francesco Francia）的《兩位天使哀悼基督》（Cristo in pietà fra due angeli），82.5 × 62cm，約作於1490年。
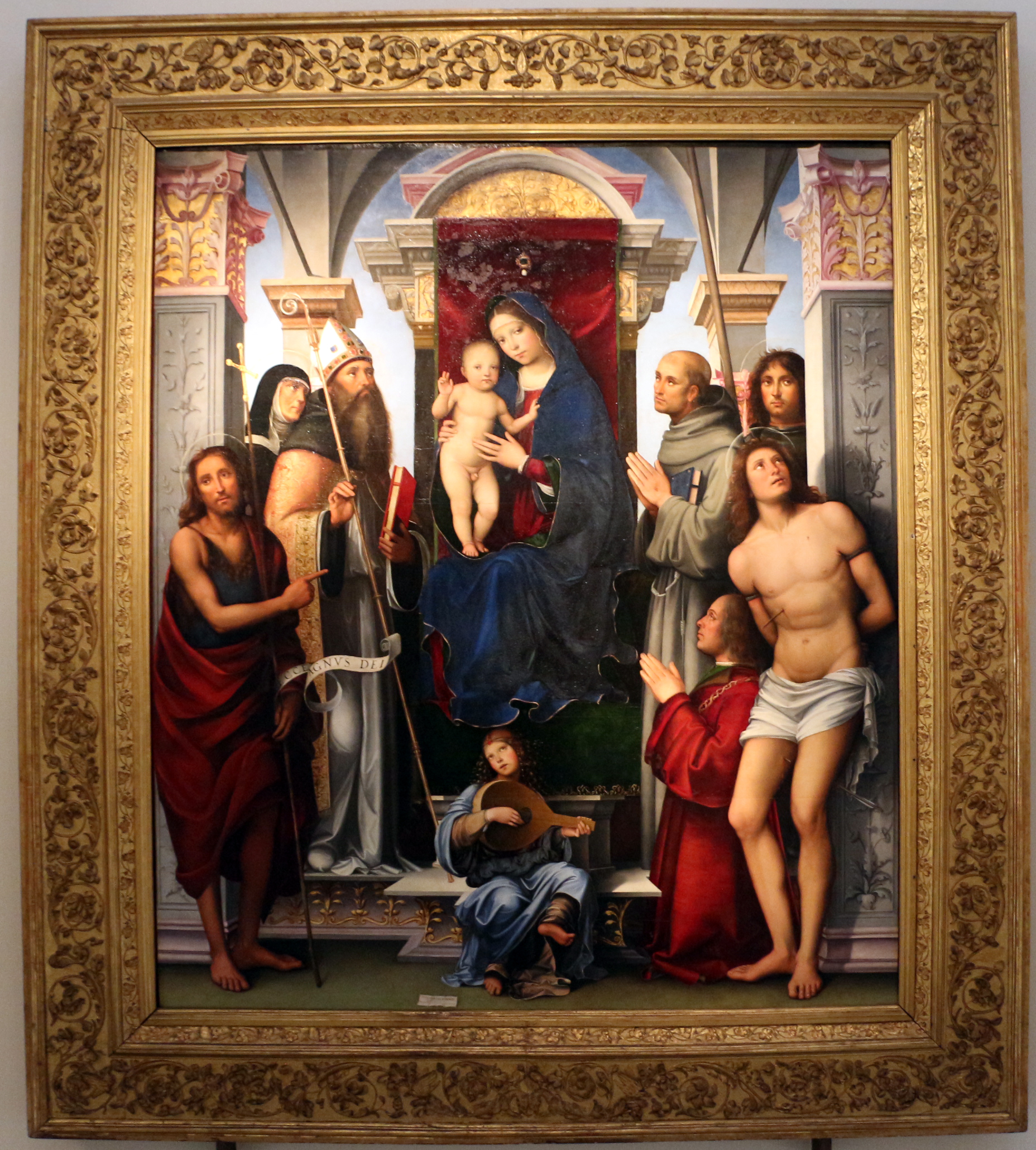
弗朗切斯科·弗朗西亞的《寶座上的聖母子與聖人們》（Madonna in trono e santi），189 × 164cm，約作於1490年。
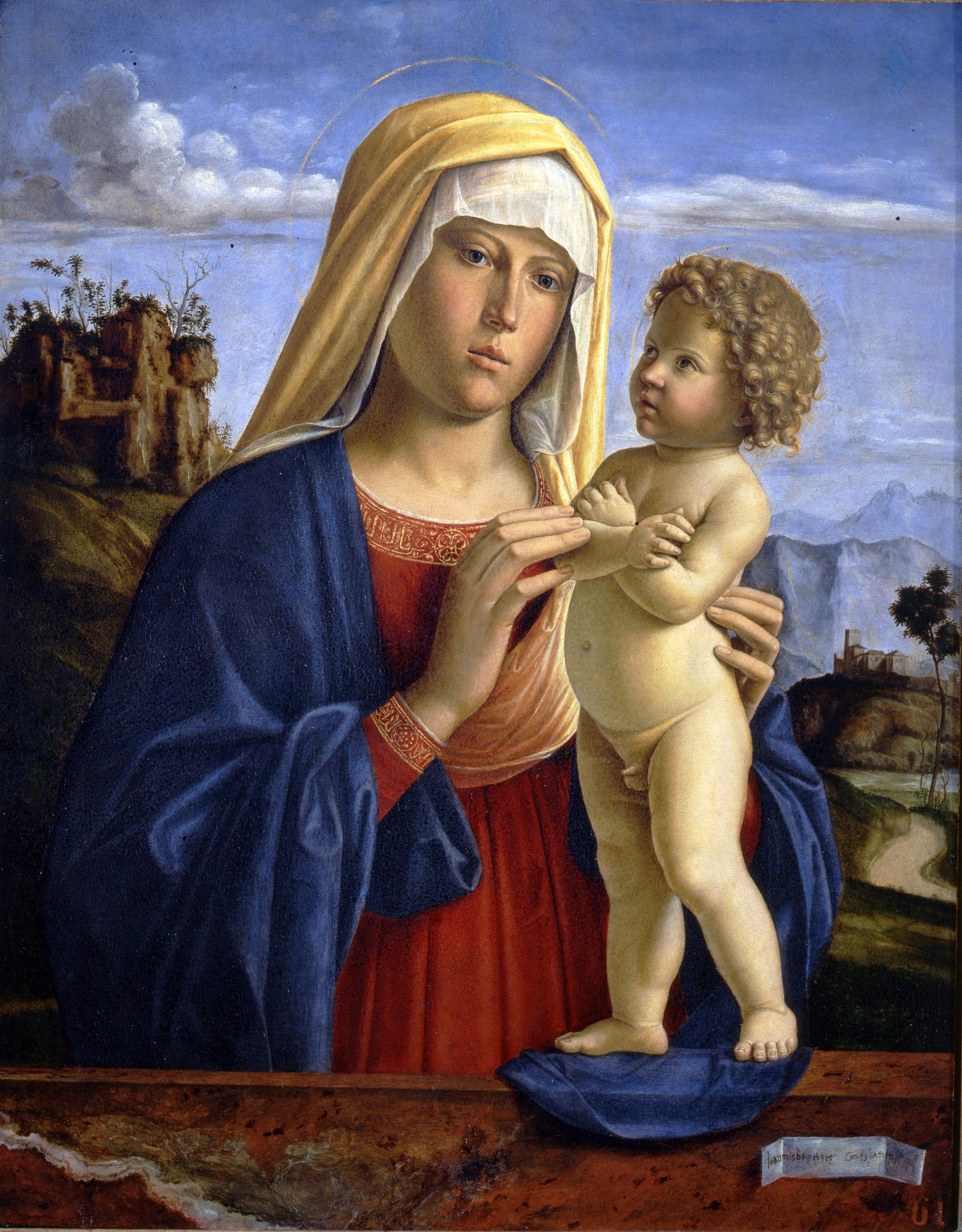
齊瑪·達·科內利亞諾（英语：Cima da Conegliano）的《聖母與聖子（義大利語：Madonna col Bambino (Cima da Conegliano Bologna)）》，60 × 47cm，約作於1495年，來自山上聖約翰教堂（英语：San Giovanni in Monte, Bologna）的藏品。
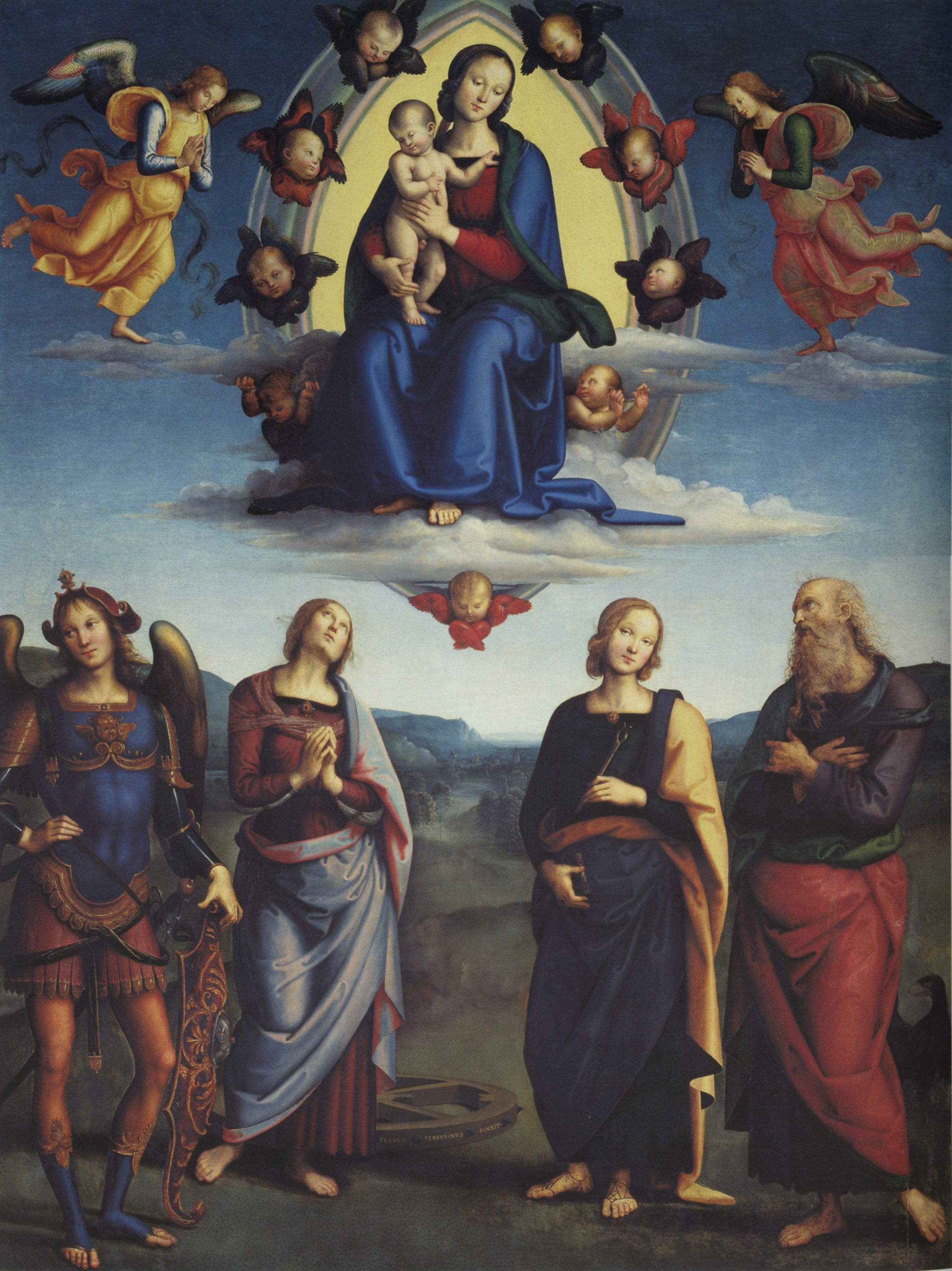
佩魯吉諾的《榮光中的聖母與聖人們（英语：Madonna in Glory with Saints）》，276 × 213cm，約作於1500年，來自山上聖約翰教堂的藏品。
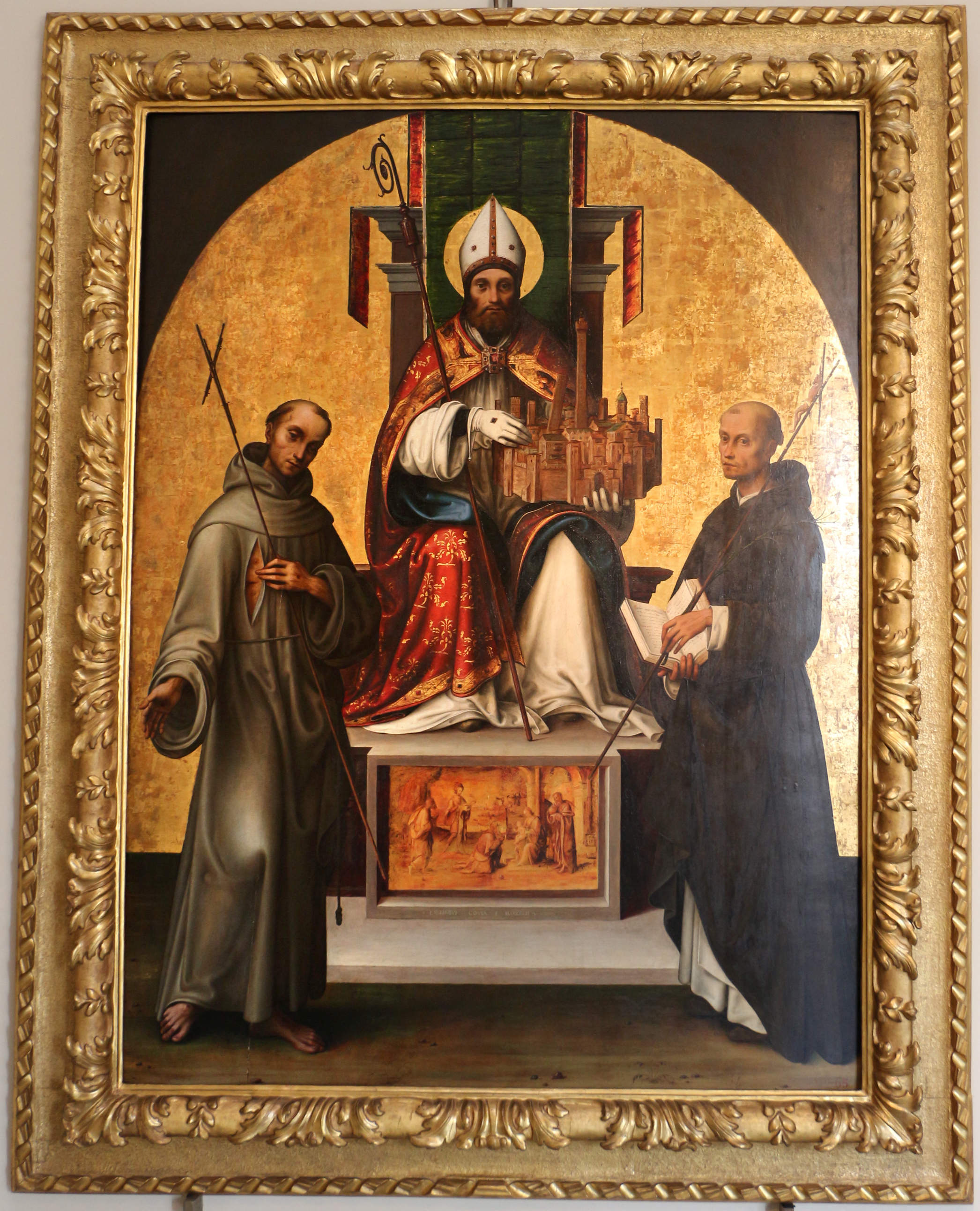
羅倫佐·科斯塔（英语：Lorenzo Costa）的《聖白托略、聖方濟各及聖多明我》（San petronio tra i san Francesco e Domenico），168 × 127cm，約作於1502年。
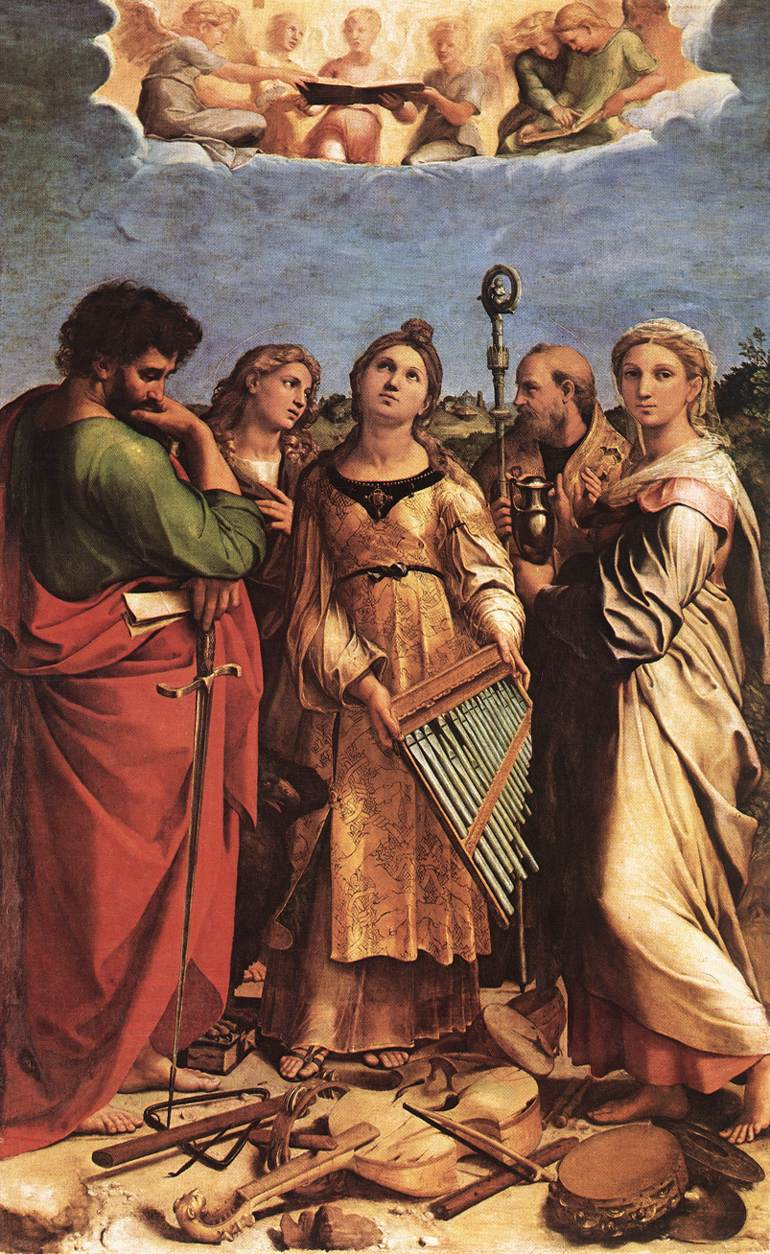
拉斐爾的《聖則濟利亞的狂喜（英语：The Ecstasy of St. Cecilia (Raphael)）》，238 × 150cm，約作於1513年，來自山上聖約翰教堂的藏品。
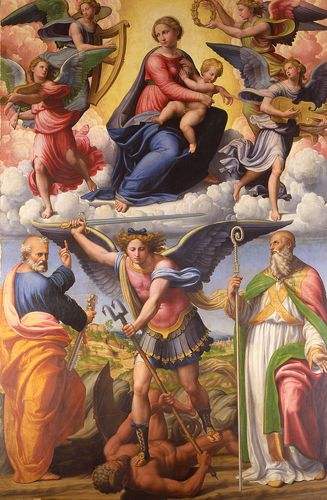
因諾琴佐·達·伊莫拉（英语：Innocenzo da Imola）的《榮光中的聖母與四位天使、大天使米迦勒以及聖彼德及聖本篤》（Madonna in gloria e tre santi），395 × 238cm，約作於1521－1522年。
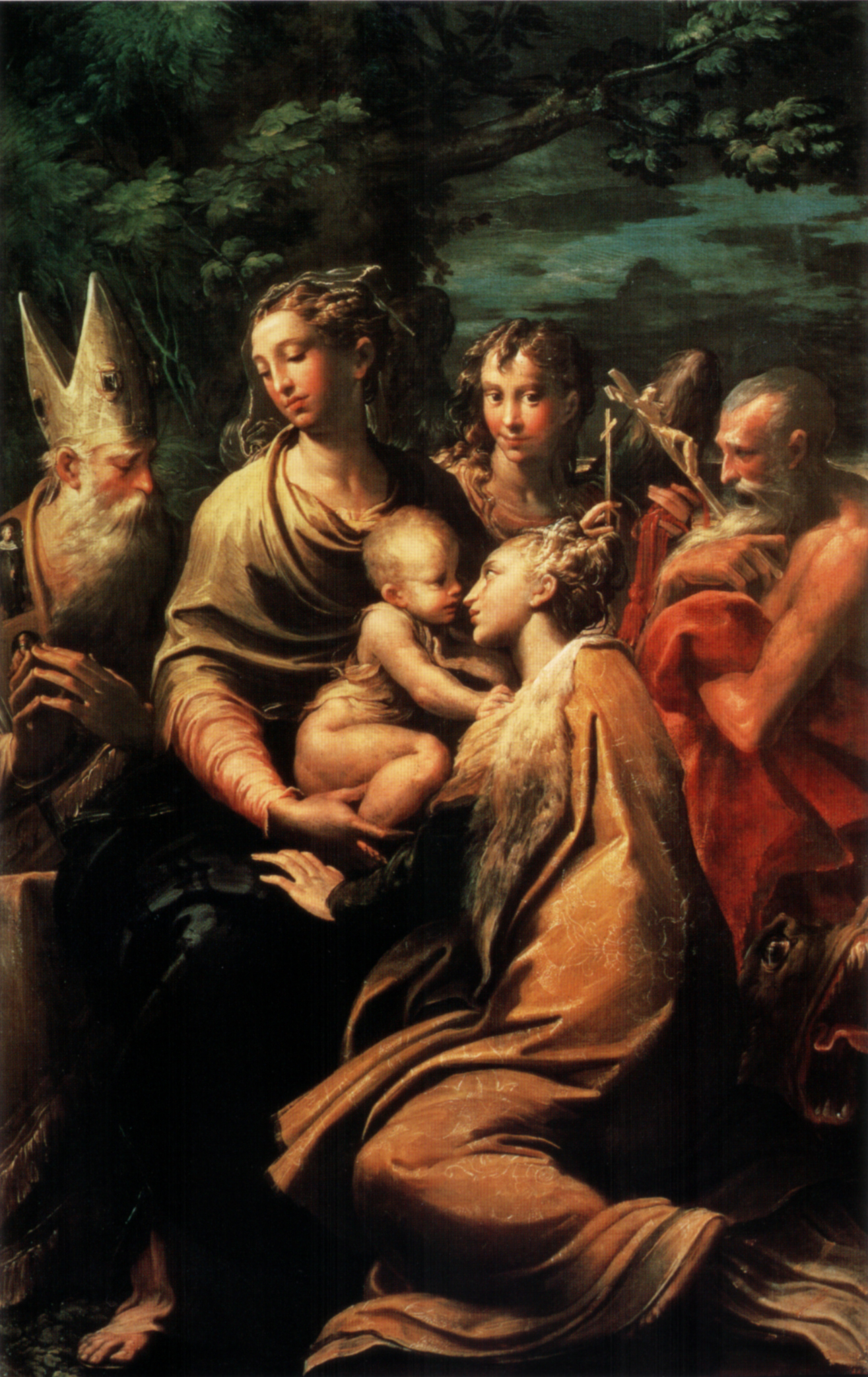
帕爾米賈尼諾的《聖瑪加利大聖母（義大利語：Madonna di Santa Margherita）》，222 × 147cm，約作於1529年，來自聖瑪加利大修道院（Convento di Santa Margherita）的藏品。
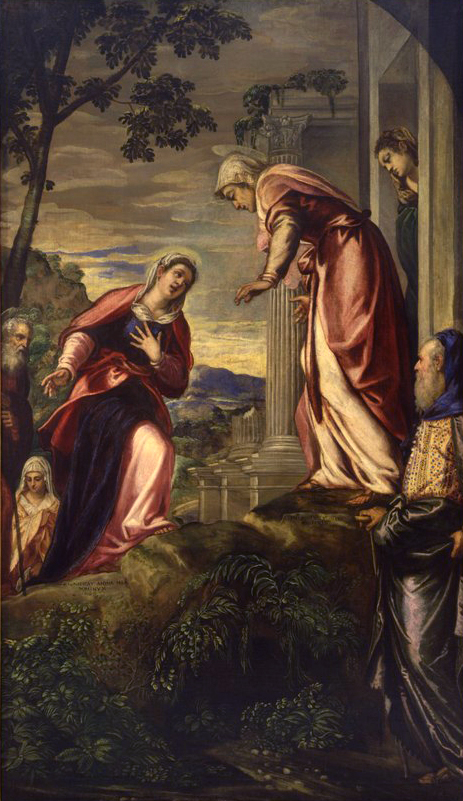
丁托列托的《圣母往见》，250 × 146cm，約作於1550年，来自圣伯多禄殉道堂（Chiesa di San Pietro martire）。
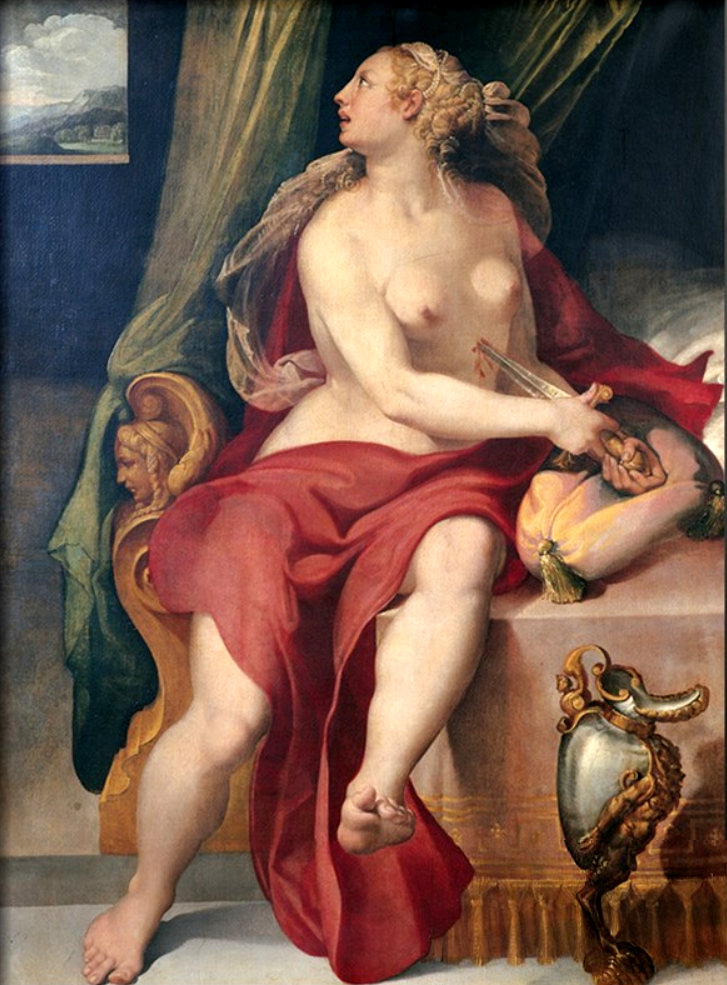
巴爾托洛梅奧·帕薩羅蒂（英语：Bartolomeo Passarotti）的《盧克蕾齊亞》（Suicidio di Lucrezia），179 × 131cm，約作於1565－1570年，來自贊貝卡里的收藏。
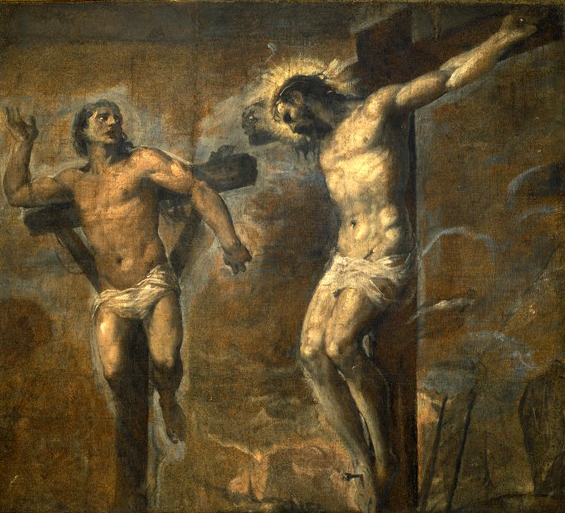
提香的《受難耶穌與善良強盜（義大利語：Gesù Cristo e il buon ladrone）》，137 × 149cm，約作於1565年，來自贊貝卡里的收藏。
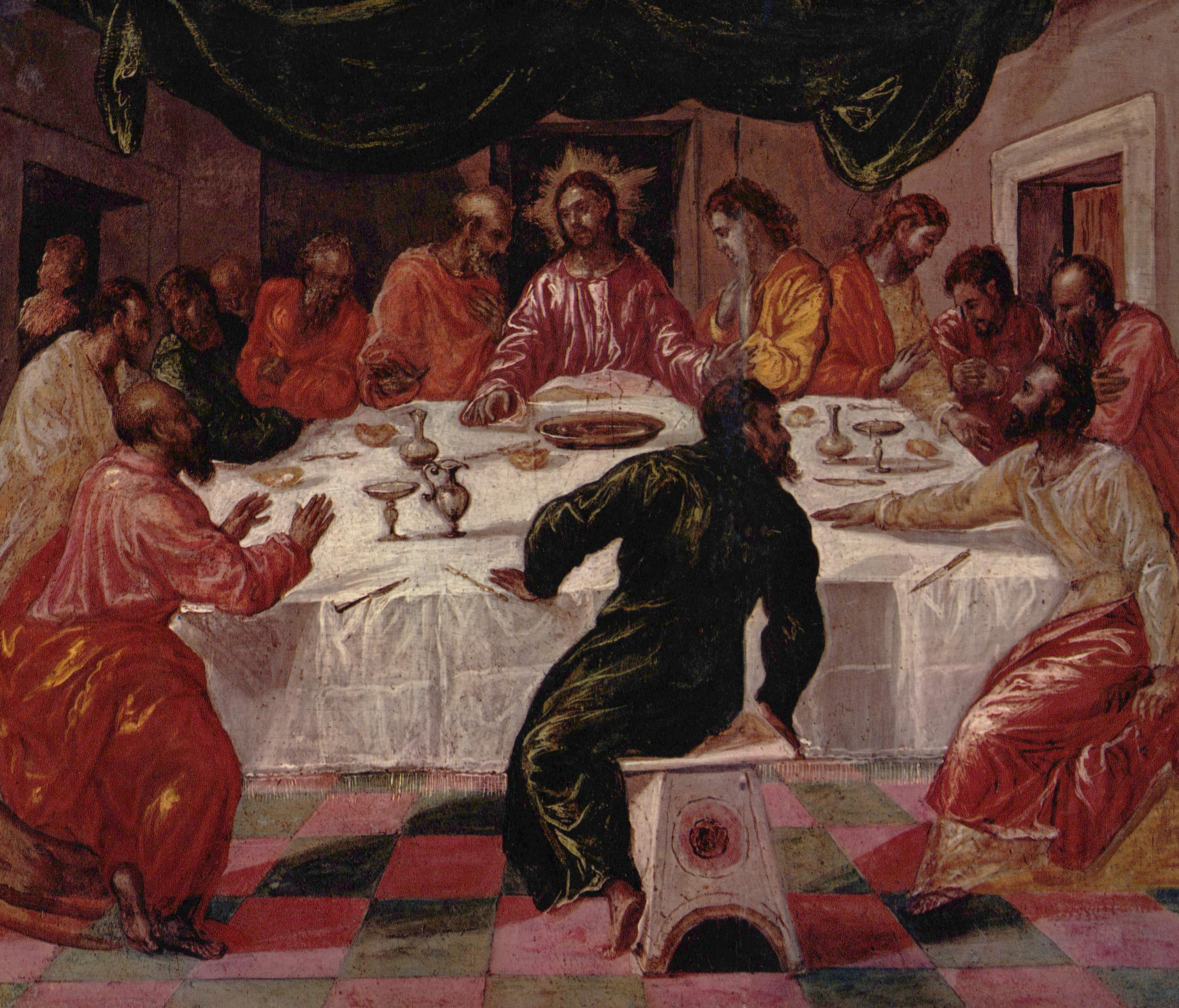
艾爾·葛雷柯的《最後的晚餐（英语：Last Supper (El Greco)）》，42.5 × 51cm，約作於1567－1570年，1957年始藏。
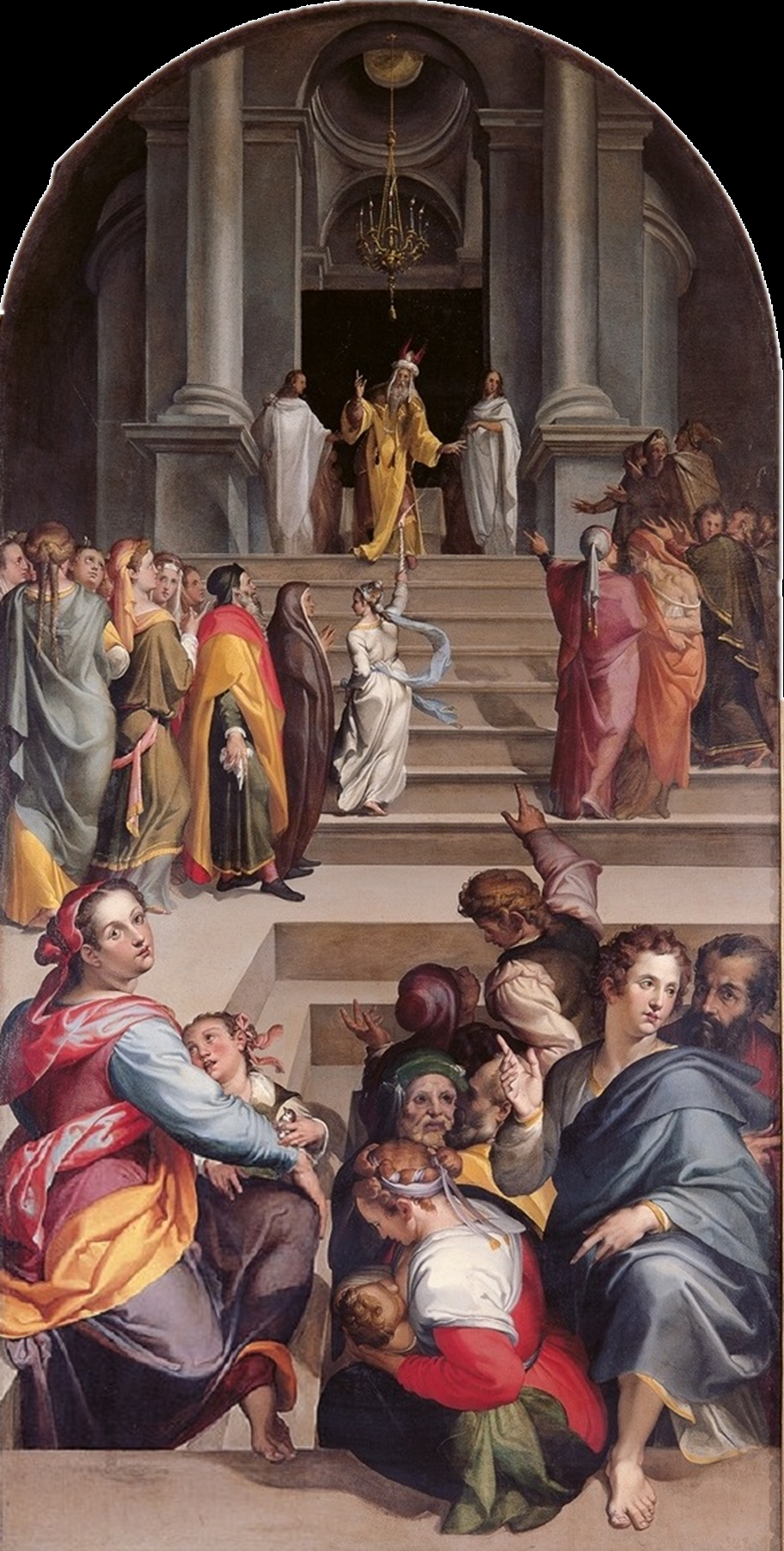
巴爾托洛梅奧·帕薩羅蒂的《廟宇獻聖》（Presentazione al Tempio），390 × 198cm，約作於1583年。
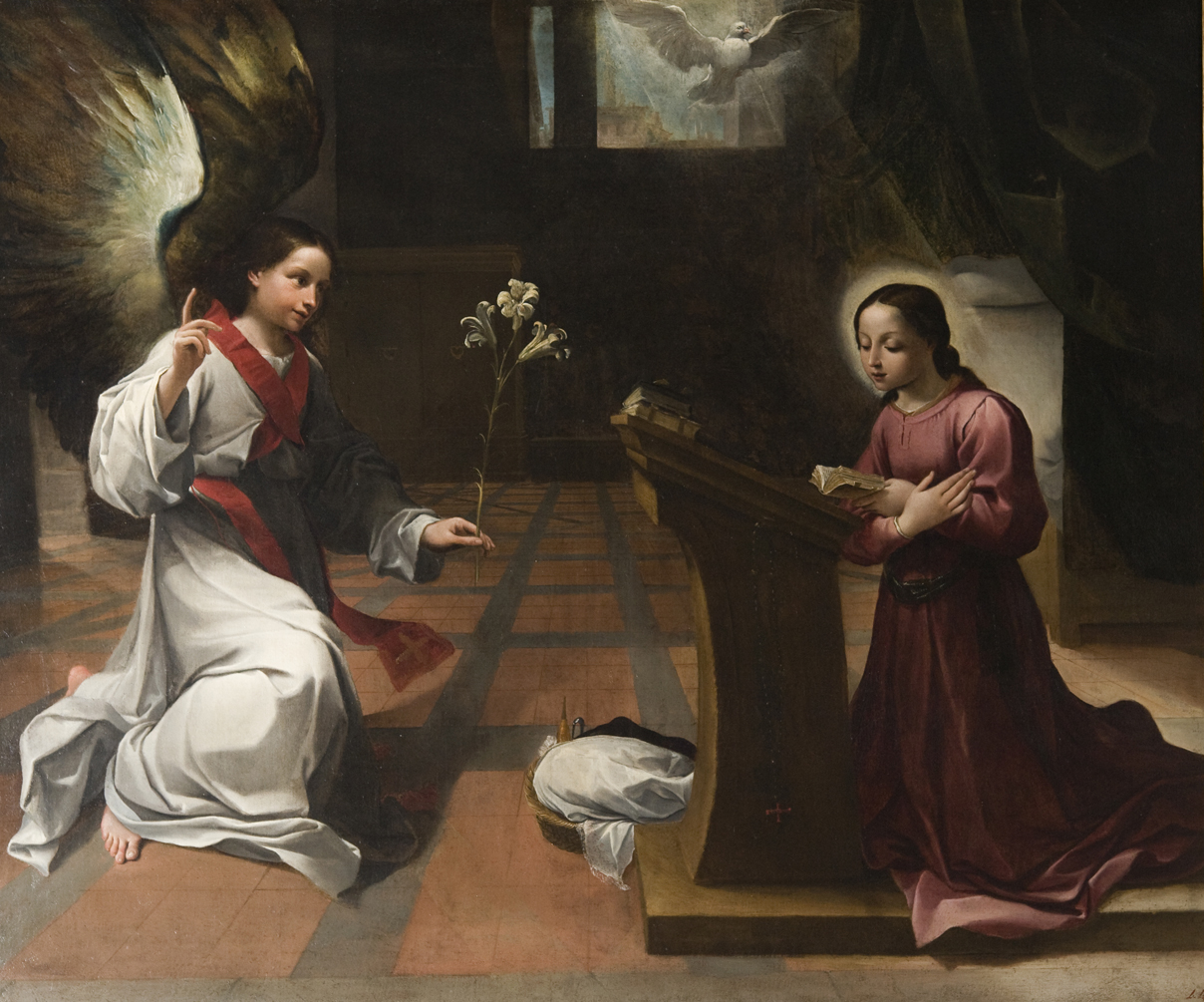
盧多維科·卡拉齊（英语：Ludovico Carracci）的《聖母領報》（Annunciazione），178 × 218cm，約作於1585年，二戰後始藏，來自波加雷的聖喬治教堂（英语：San Giorgio in Poggiale, Bologna）的藏品。
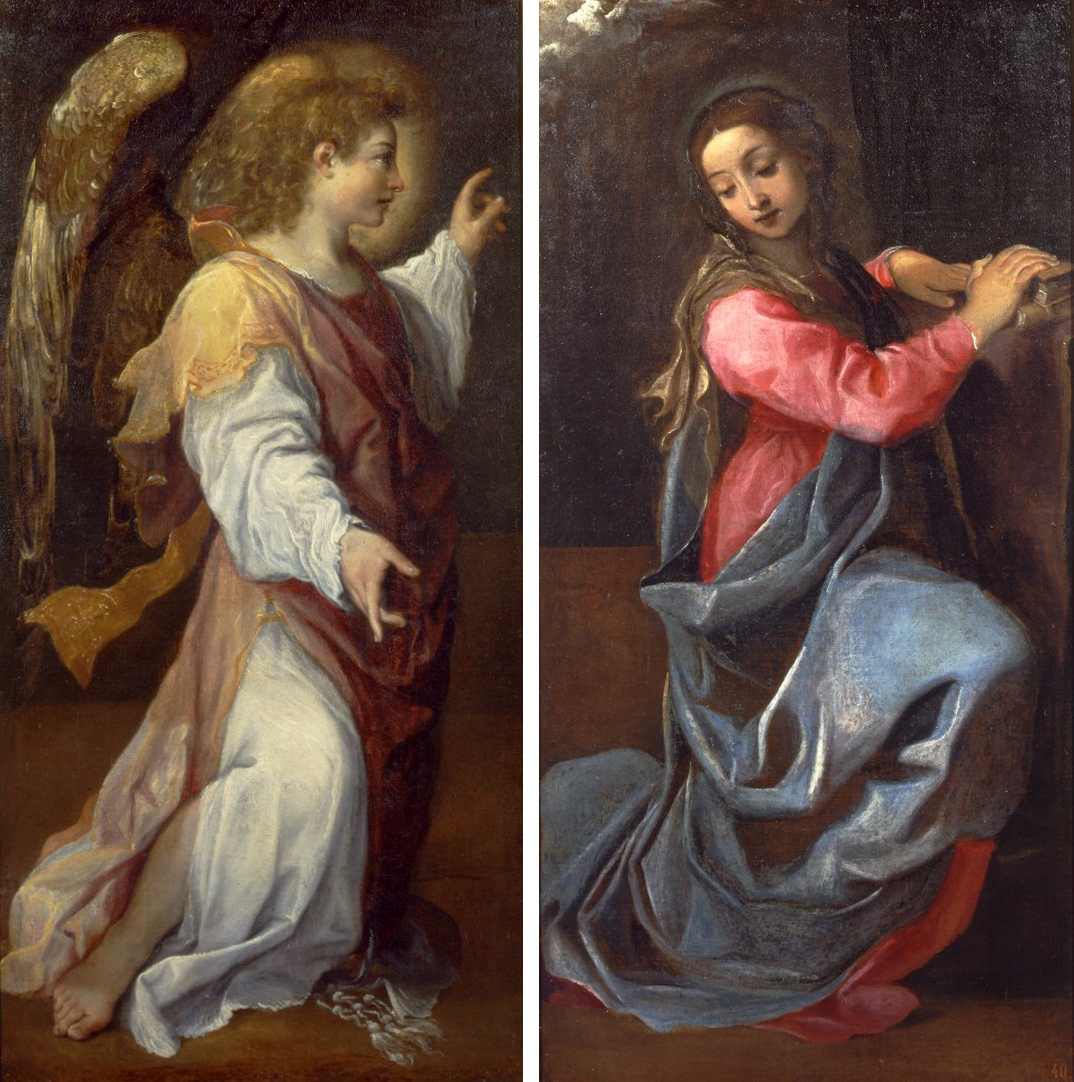
安尼巴萊·卡拉齊的《天使報喜及聖母領報》（Arcangelo Gabriele e Vergine Annunciata），149 × 75cm及150 × 76cm，約作於1586－1587年。
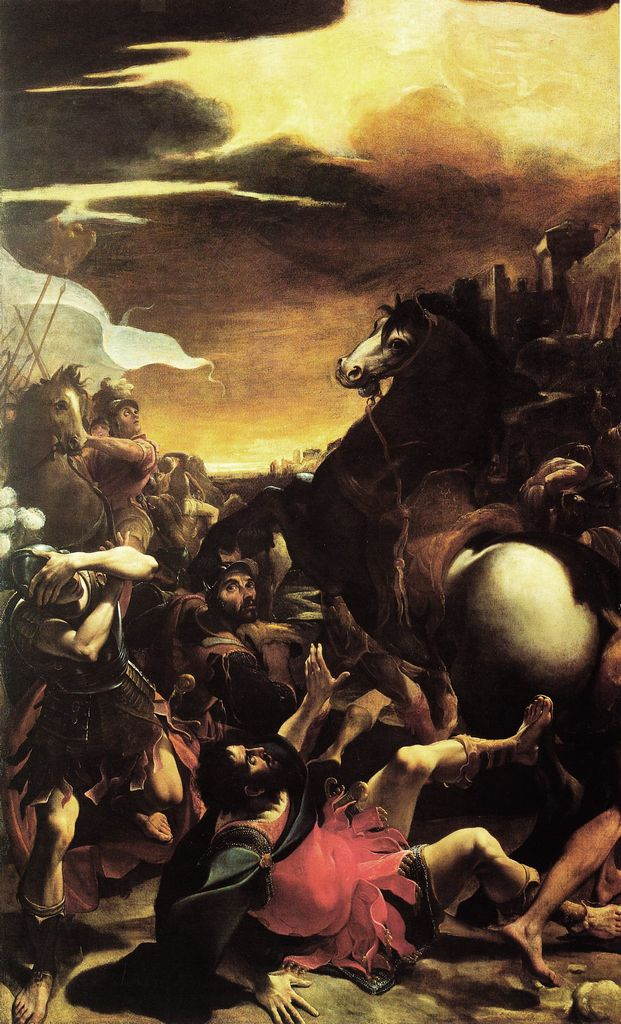
盧多維科·卡拉齊的《保羅歸信》（Conversione di san Paolo），278 × 171cm，約作於1587年。
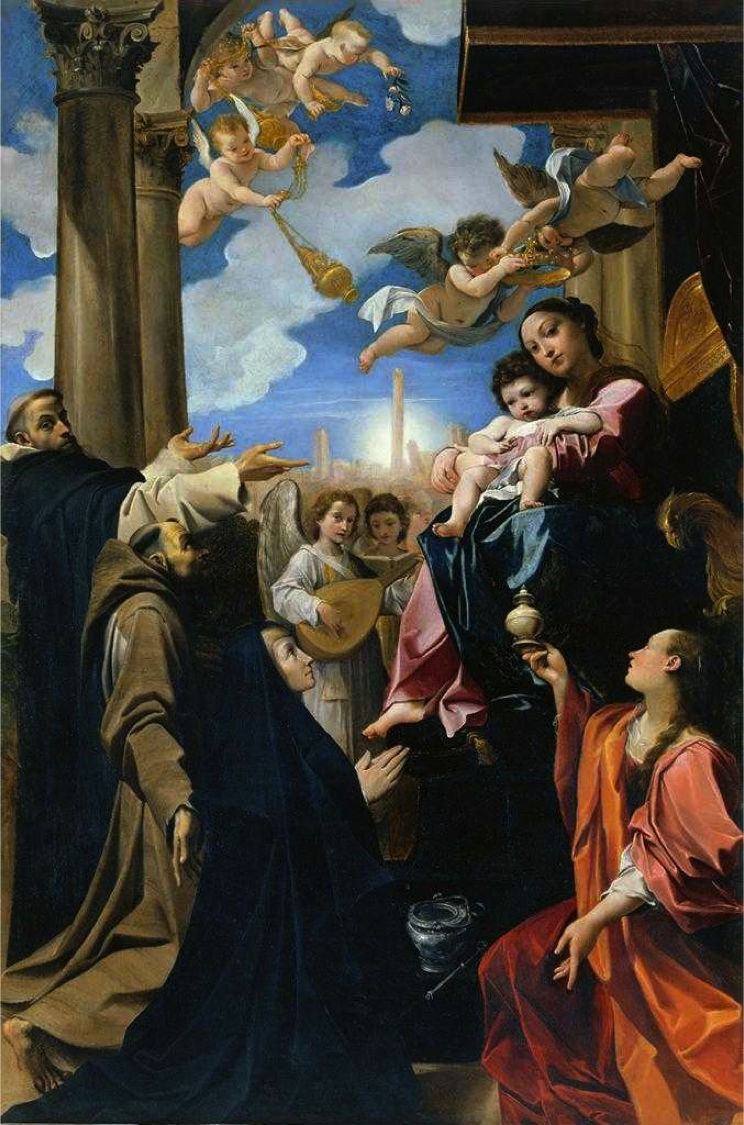
盧多維科·卡拉齊的《巴傑利尼聖母》（Madonna dei Bargellini），282 × 188cm，約作於1588年。
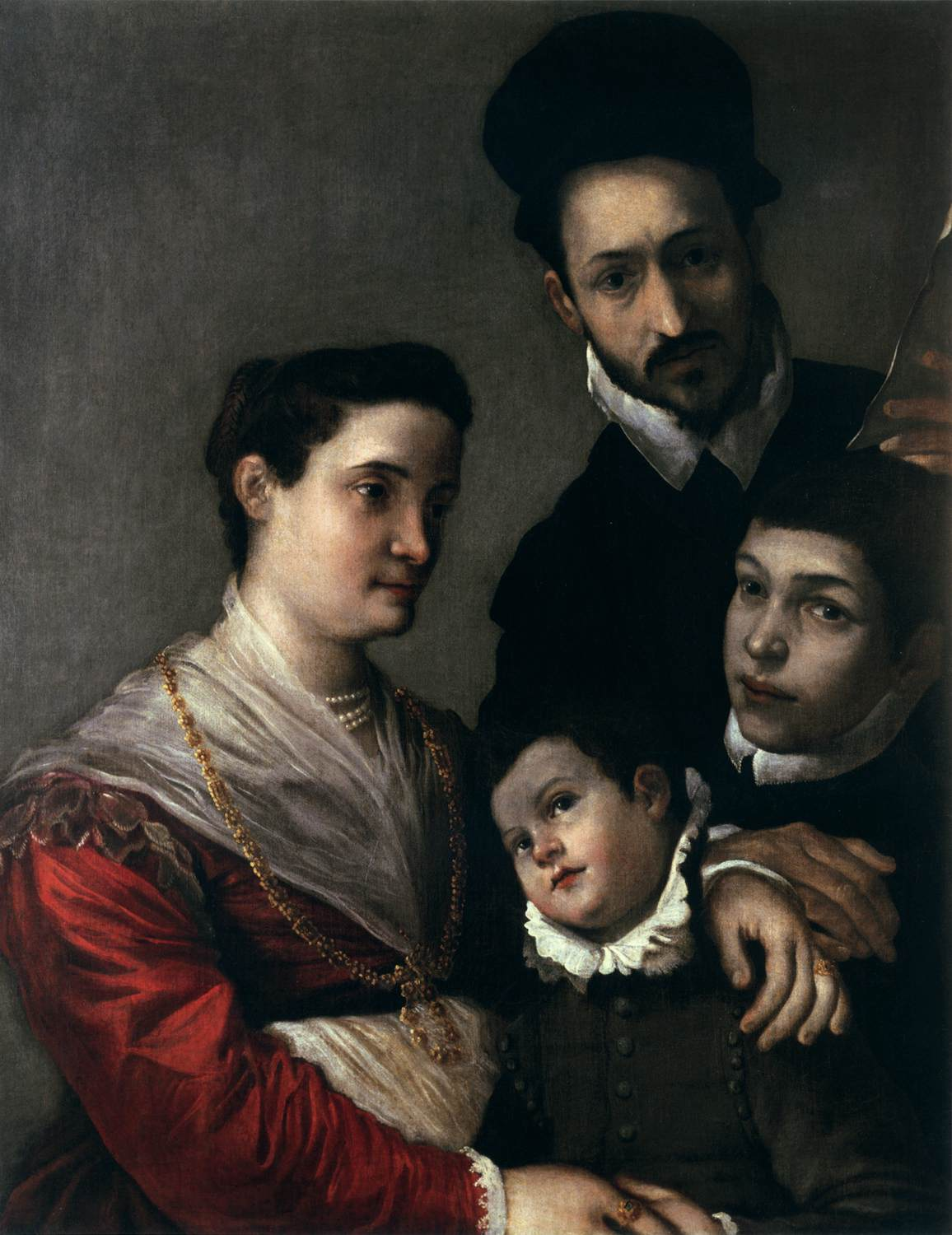
盧多維科·卡拉齊的《塔科尼家族肖像畫》（Ritratto della famiglia Tacconi），96 × 75cm，約作於1585－1590年，1971年始藏。
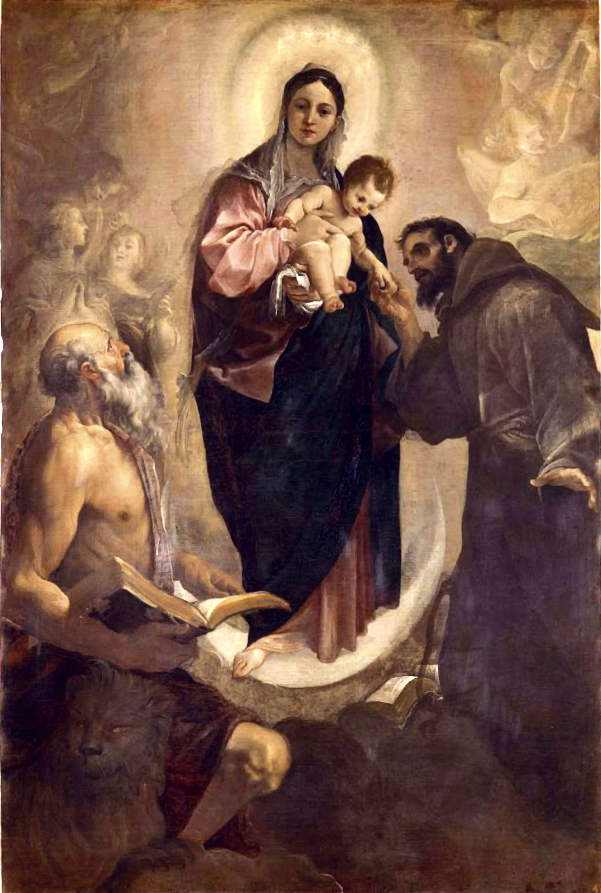
盧多維科·卡拉齊的《在聖傑羅姆及聖方濟各中的聖母》（Madonna tra i santi Girolamo e Francesco），219 × 144cm，約作於1590年。
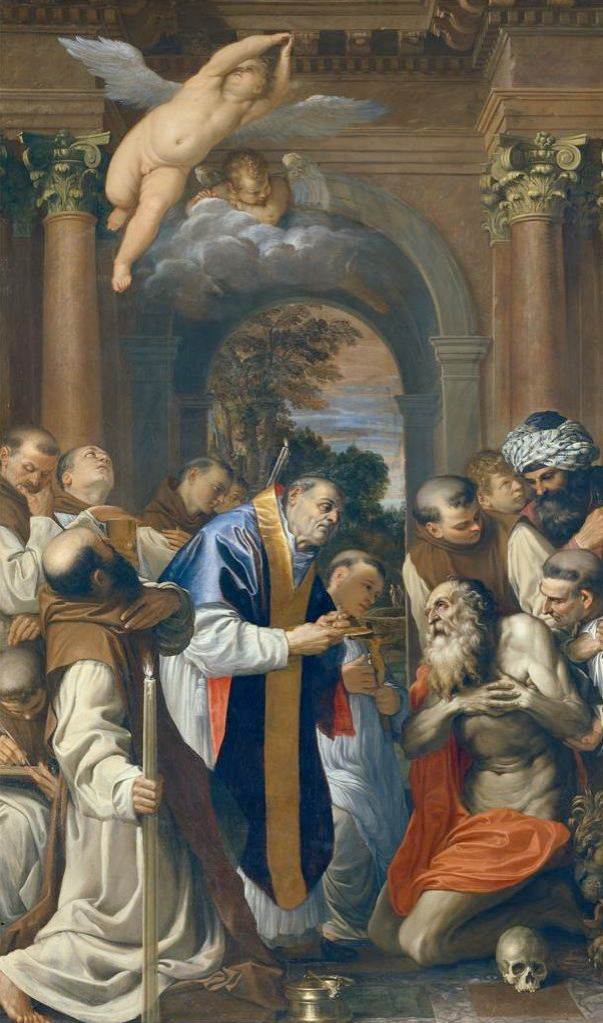
阿戈斯蒂諾·卡拉齊的《聖傑羅姆教派（義大利語：Comunione di san Girolamo (Agostino Carracci)）》，376 × 224cm，約作於1591－1592年，來自切爾托薩聖傑洛姆教堂（義大利語：Chiesa di San Girolamo alla Certosa）的藏品。
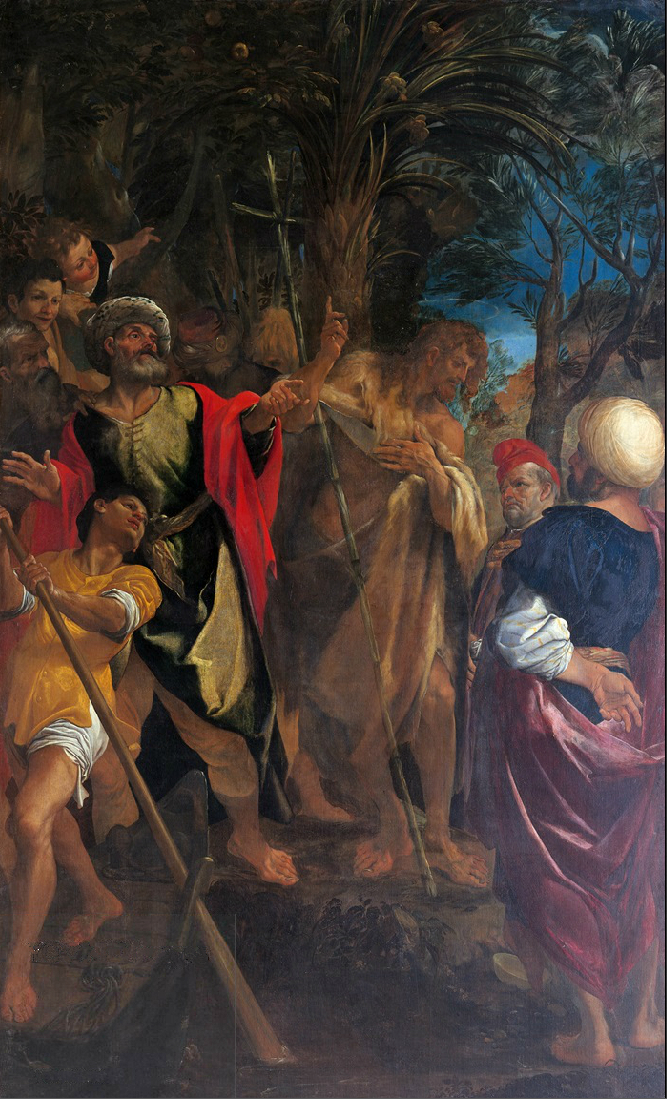
盧多維科·卡拉齊的《佈道中的施洗約翰》（Predica del Battista），380 × 227cm，約作於1590年，來自切爾托薩聖傑洛姆教堂的藏品。
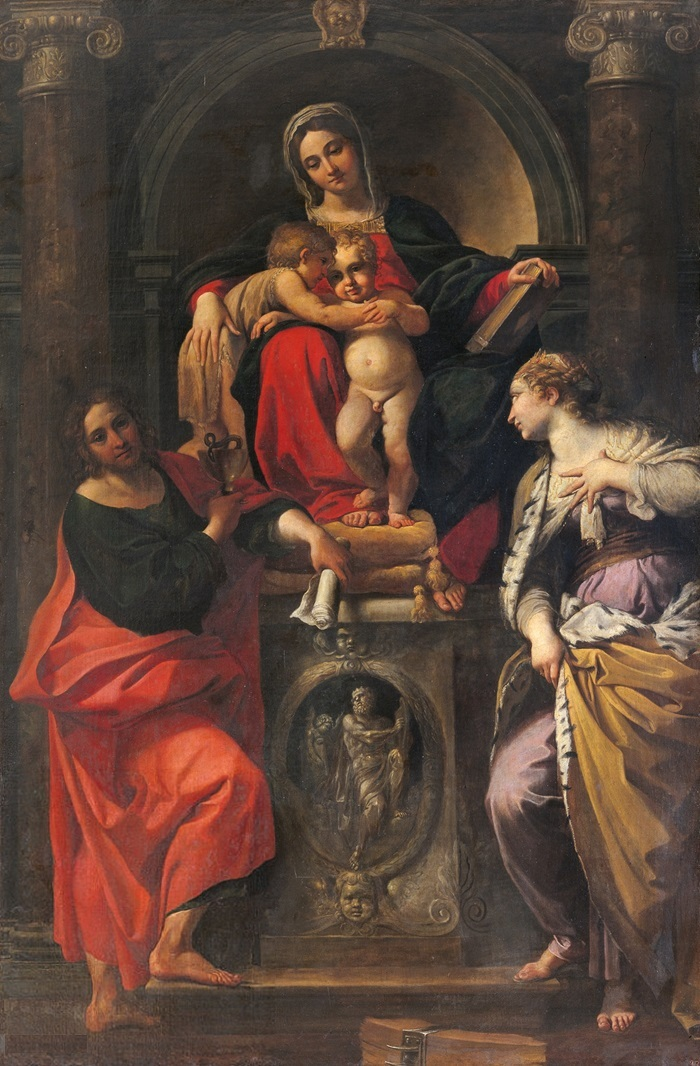
安尼巴萊·卡拉齊的《寶座上的聖母子及施洗約翰與亞歷山大的加大肋納（義大利語：Madonna col Bambino in trono e i santi Giovannino, Giovanni Evangelista e Caterina d'Alessandria）》，278 × 192cm，約作於1593年，來自波加雷的聖喬治教堂的藏品。
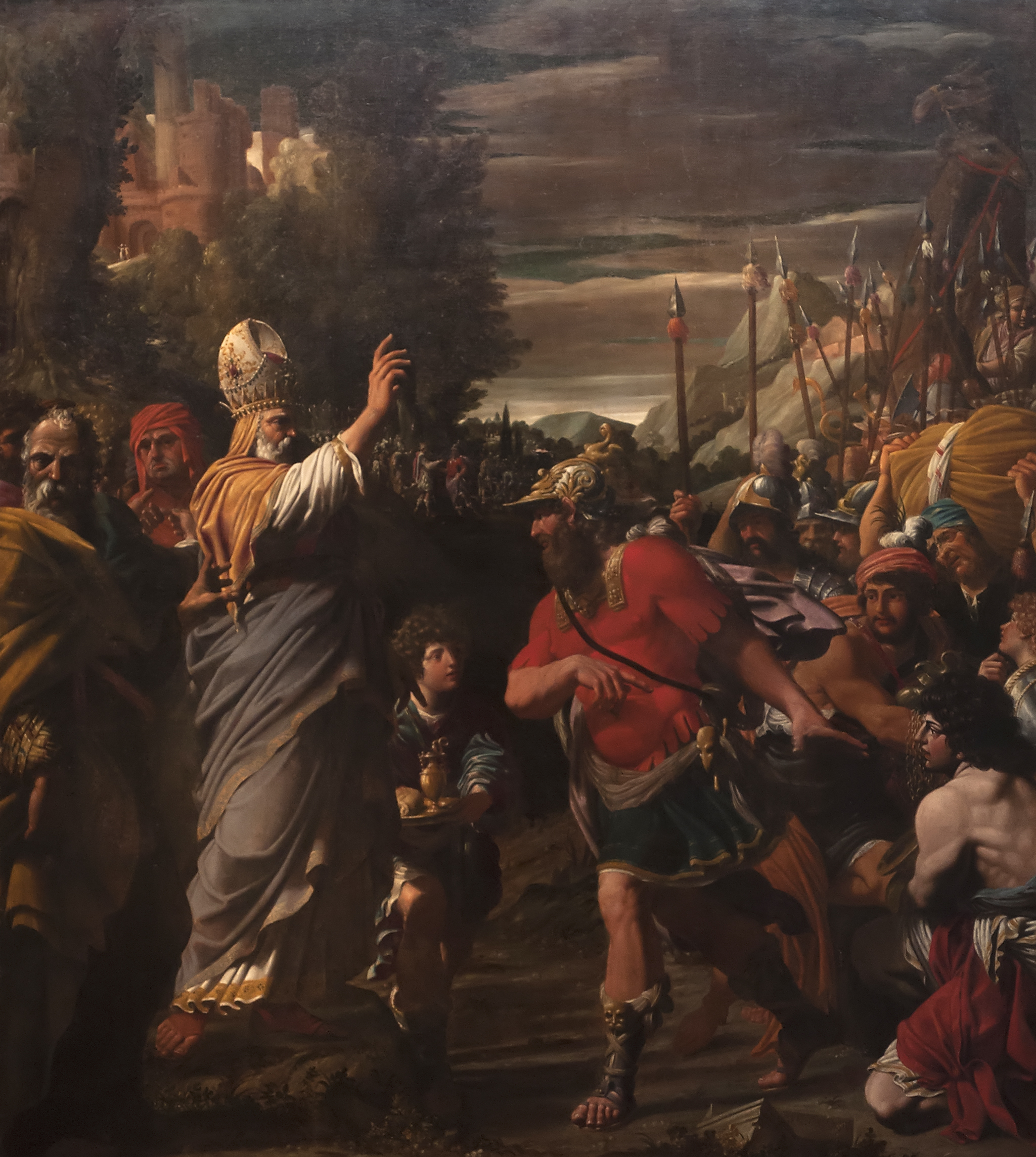
里奧內羅·斯帕達（英语：Lionello Spada）的《亞伯拉罕與麥基洗德相會》（Melchidesech benedice Abramo vittorioso），400 × 346cm，約作於1600－1605年。
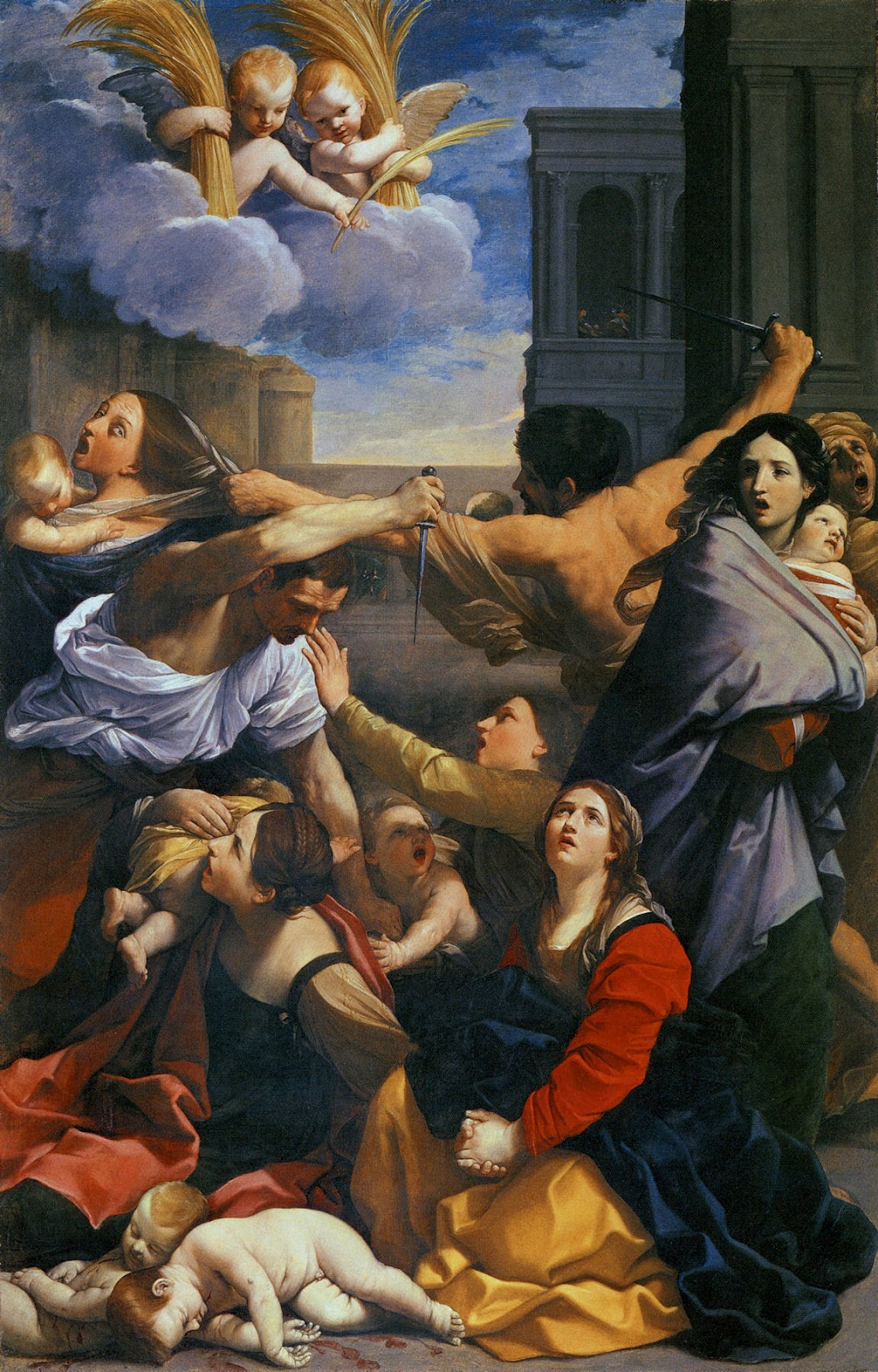
圭多·雷尼的《屠殺白冷的無辜嬰孩》，268 × 170cm，約作於1611年，來自聖多明我聖殿的藏品。
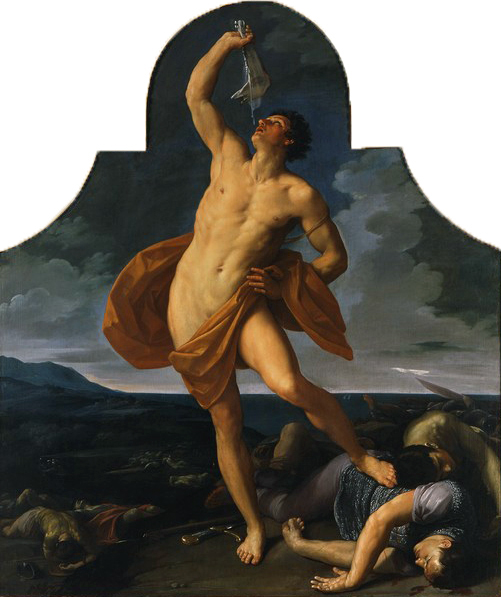
圭多·雷尼的《勝利的參孫》（Sansone vittorioso），260 × 233cm，約作於1611年，來自共和宮（義大利語：Palazzo pubblico）的藏品。
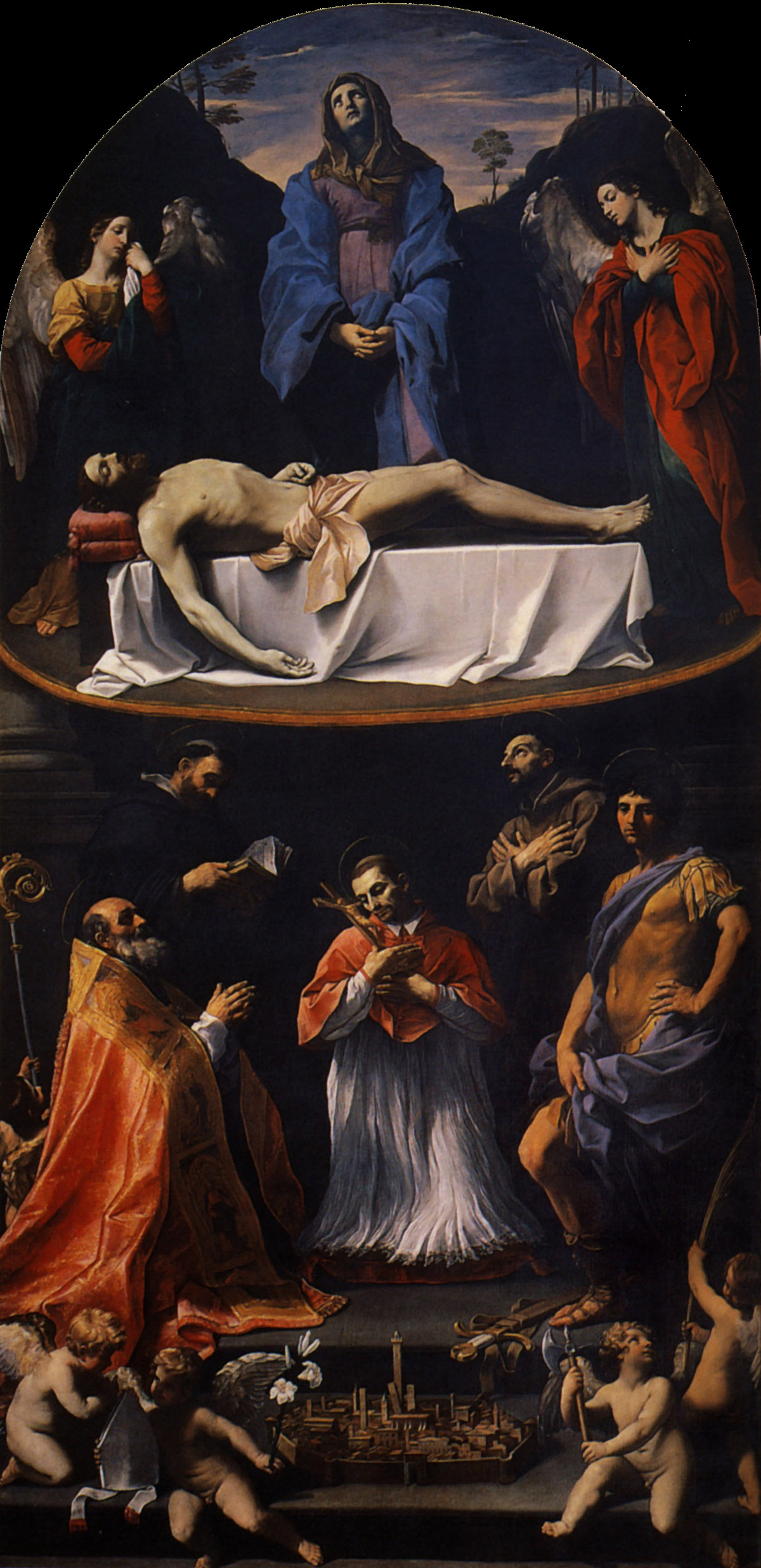
圭多·雷尼的《憐憫祭壇畫》（Pala dei Mendicanti），704 × 341cm，約作於1613－1616年。
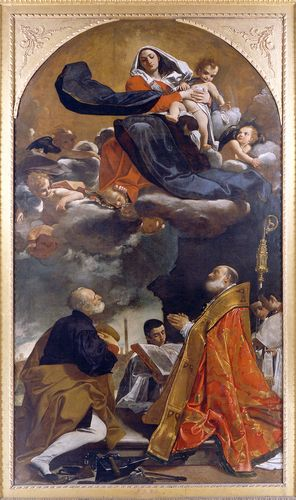
賈科莫·卡維多尼（英语：Giacomo Cavedone）的《榮光中的聖母子與聖白托略及聖阿洛》（Madonna col Bambino in gloria e i Santi Alò e Petronio），398 × 226cm，約作於1614年。
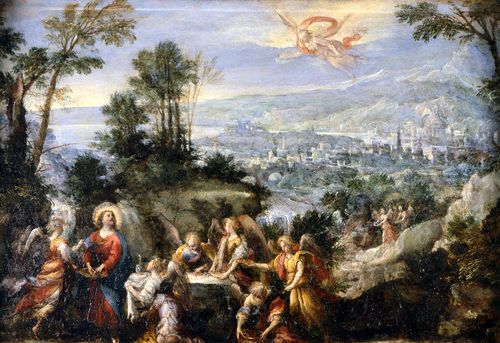
喬凡尼·安德烈亞·冬杜齊（英语：Giovanni Andrea Donducci）的《被天使簇擁的耶穌基督》（Gesù Cristo servito dagli angeli），31 × 43cm，約作於1615－1617年。
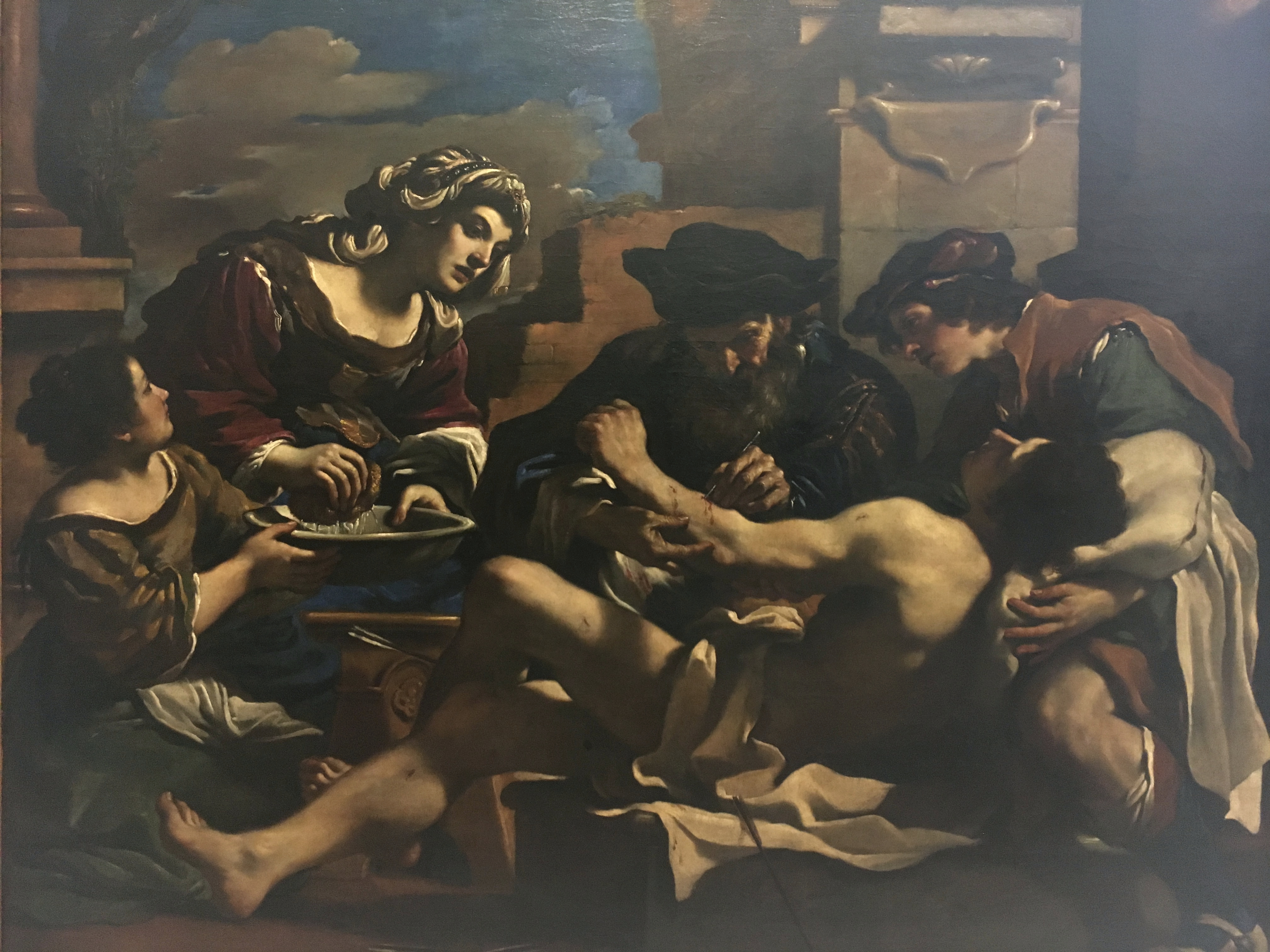
圭尔奇诺的《伊琳娜照顧聖塞巴斯蒂安》（San Sebastiano curato da Irene），179 × 225cm，約作於1619年，1970年始藏。
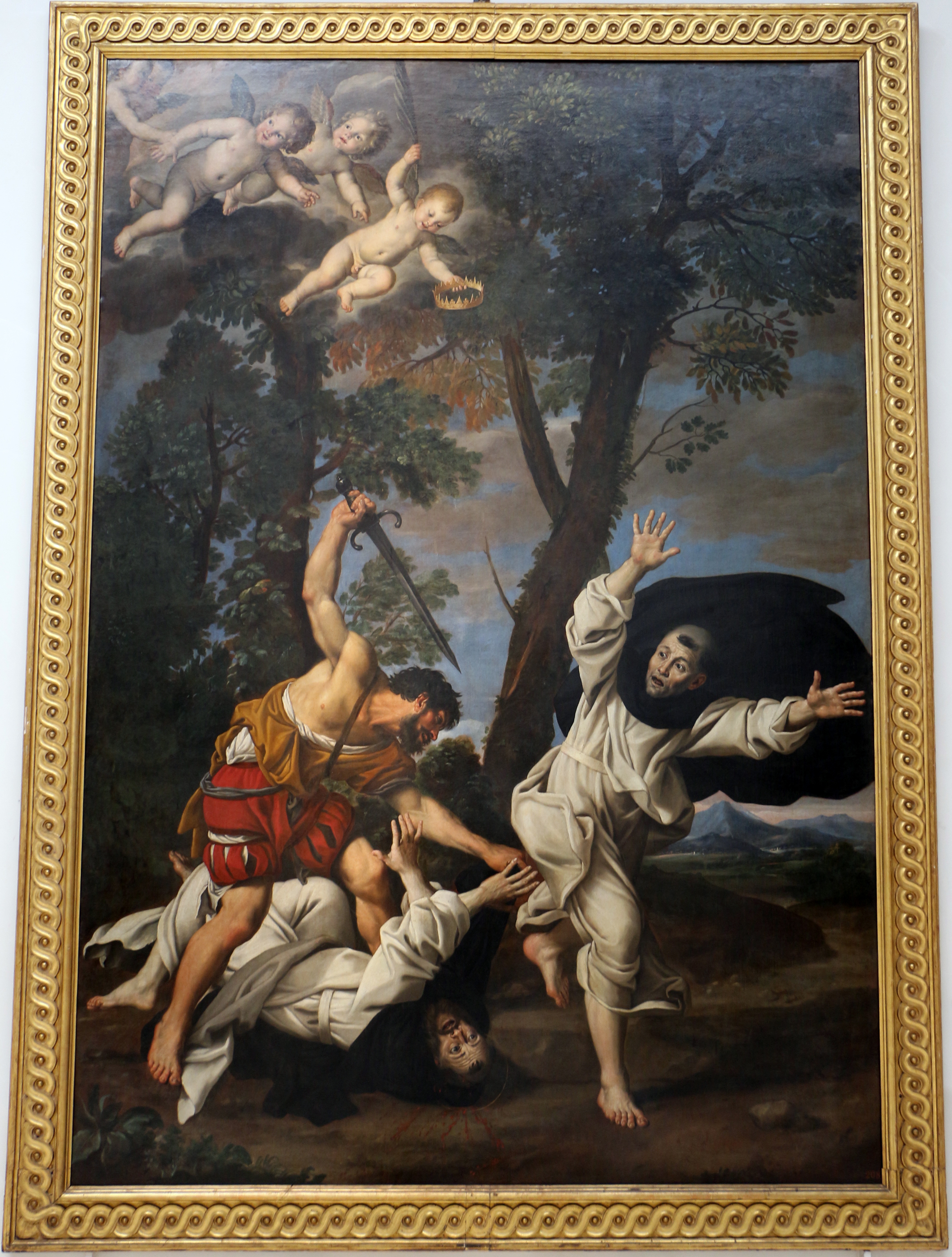
多梅尼基諾的《殉道者聖彼得的殉教》（Martirio di San Pietro da Verona），348 × 249cm，約作於1619－1621年。
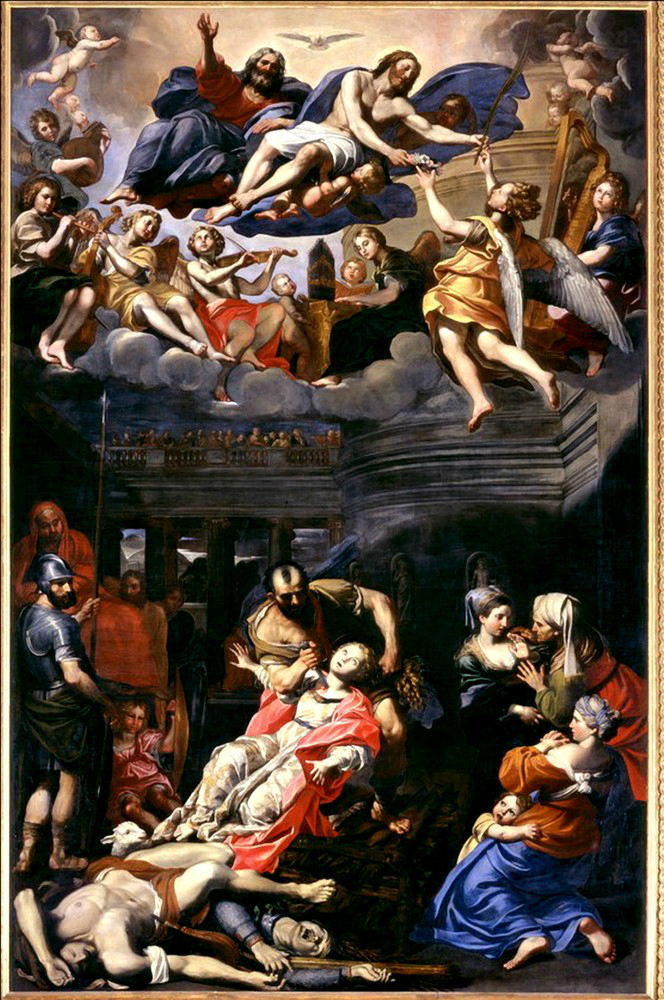
多梅尼基諾的《聖阿格尼絲的殉教》（Martirio di sant'Agnese），533 × 342cm，約作於1619－1621年。
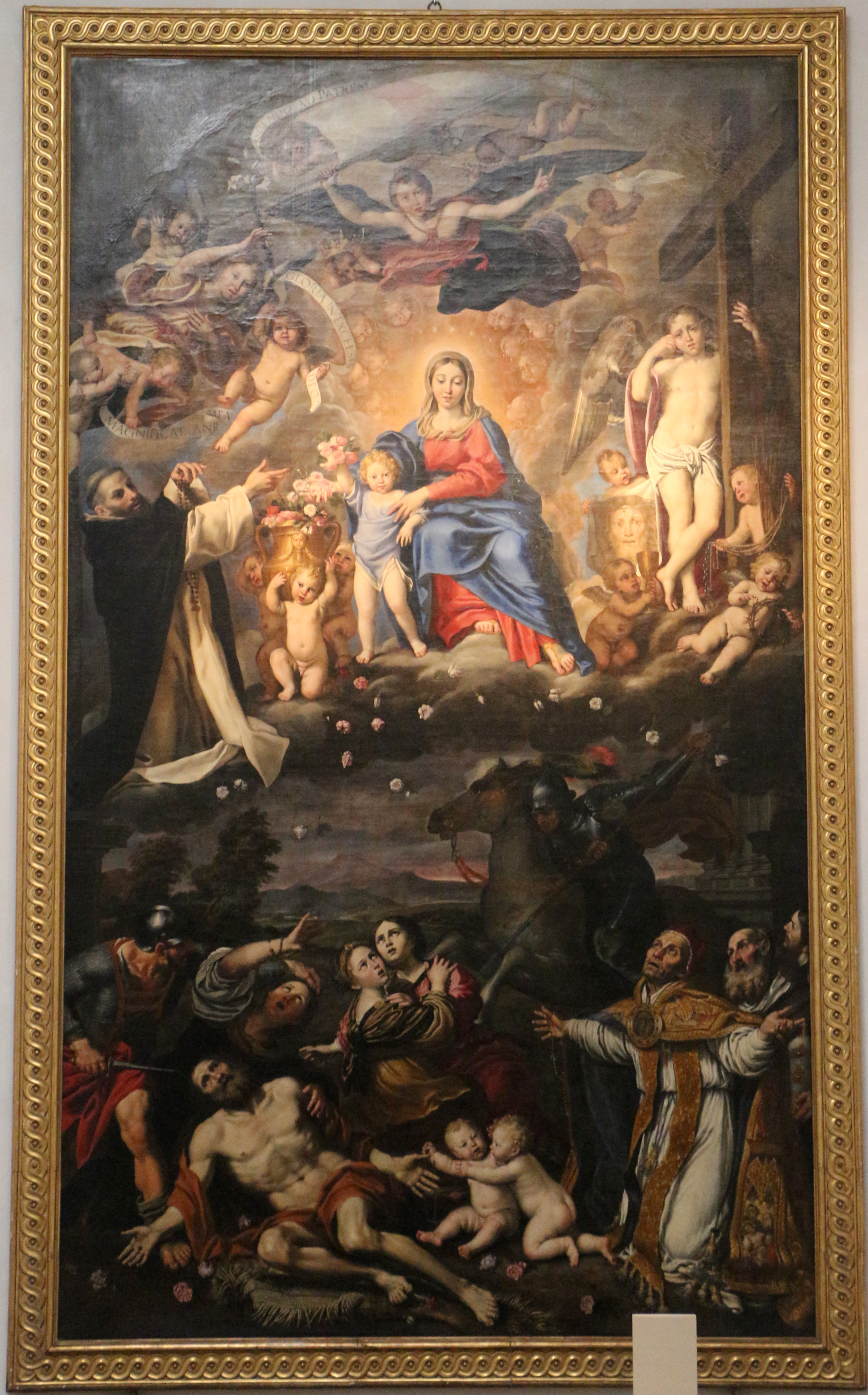
多梅尼基諾的《玫瑰經聖母》（Madonna del Rosario），498 × 289cm，約作於1617－1625年。
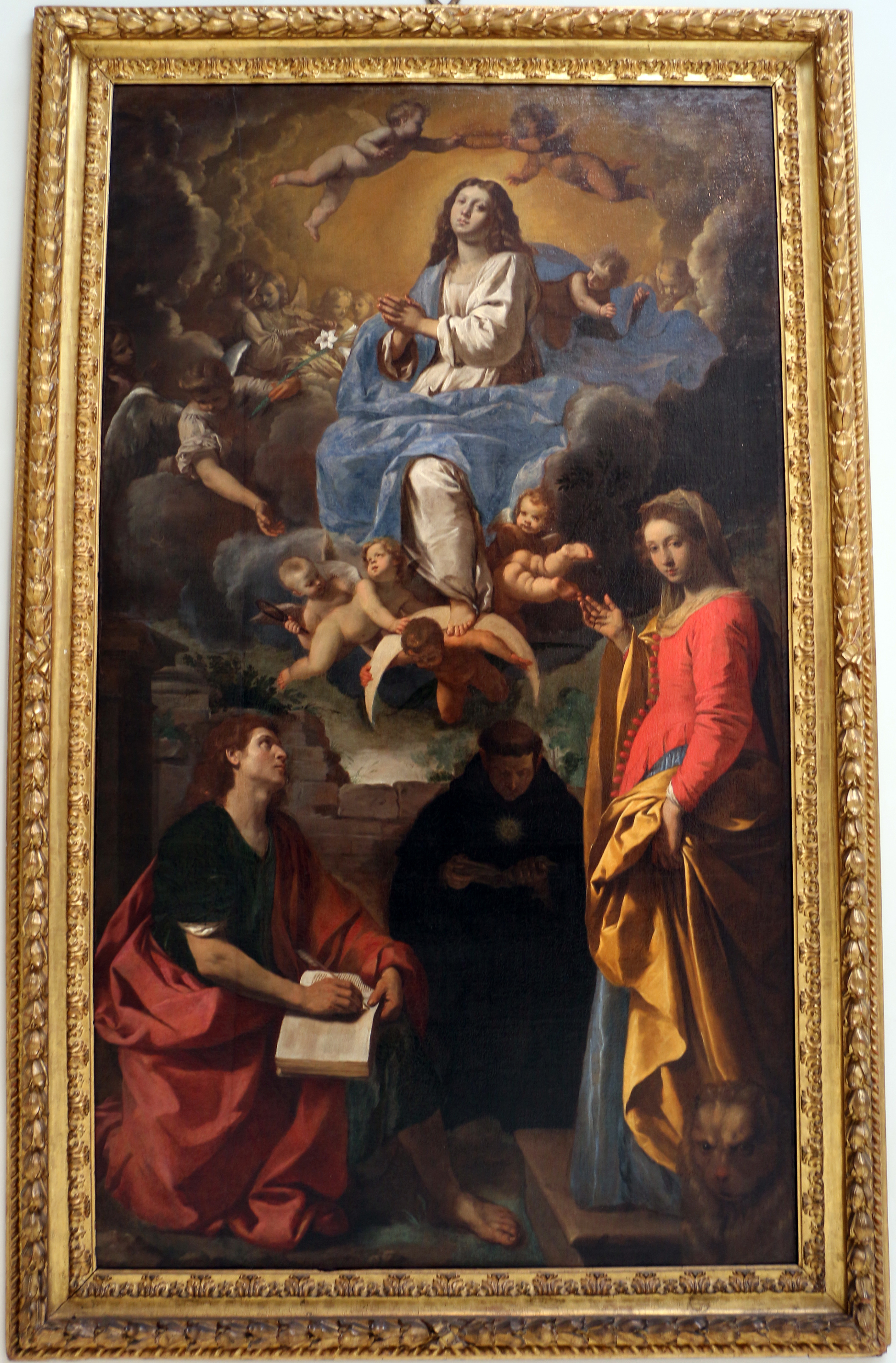
西蒙內·坎塔里尼（英语：Simone Cantarini）的《榮光中的聖母與聖人們》（Madonna in gloria e i Santi Giovanni Evangelista, Eufemia e Nicola da Tolentino），244 × 140cm，約作於1634－1636年。
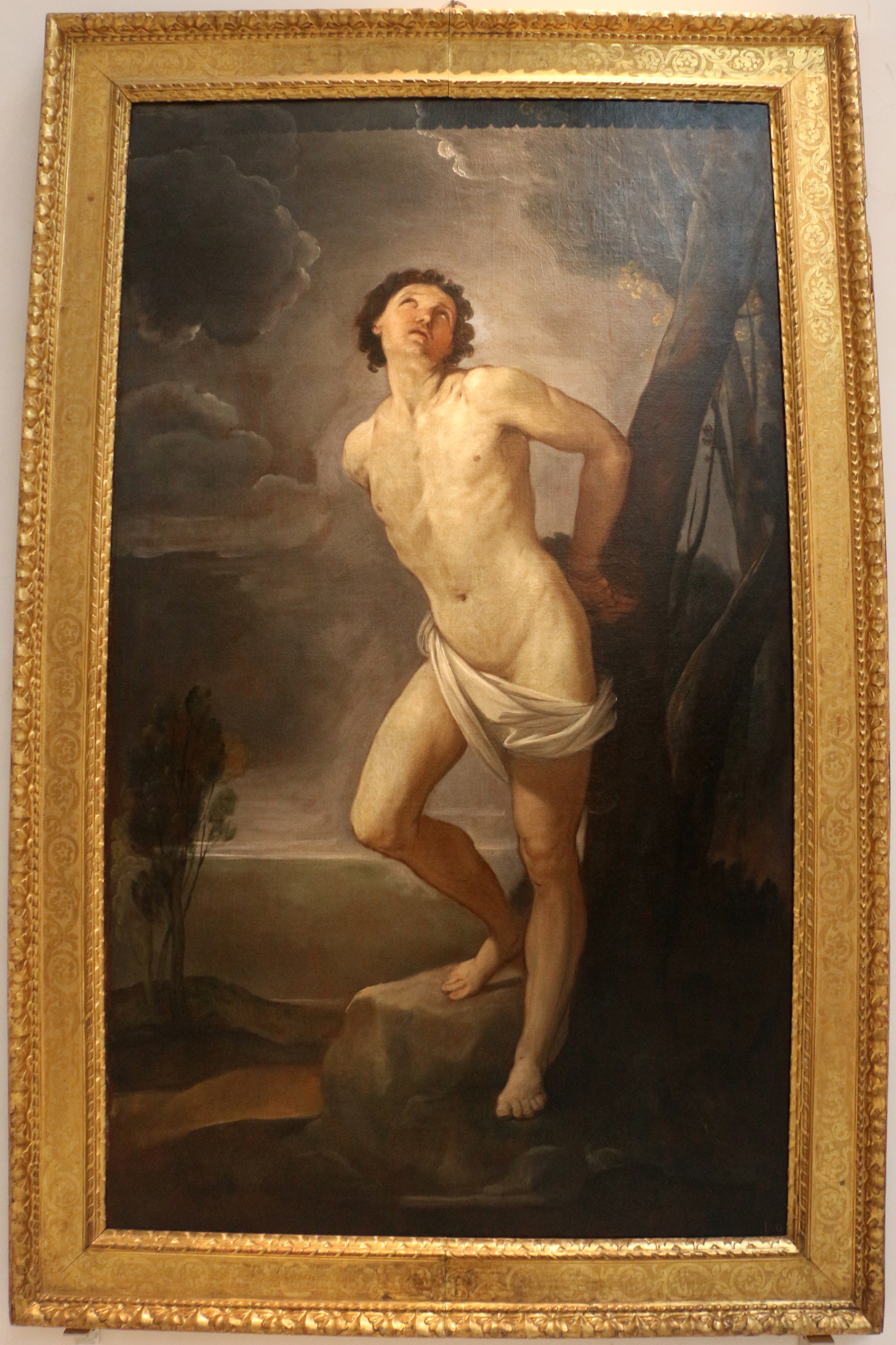
圭多·雷尼的《聖塞巴斯蒂安》（San Sebastiano），232 × 135cm，約作於1639－1640年。
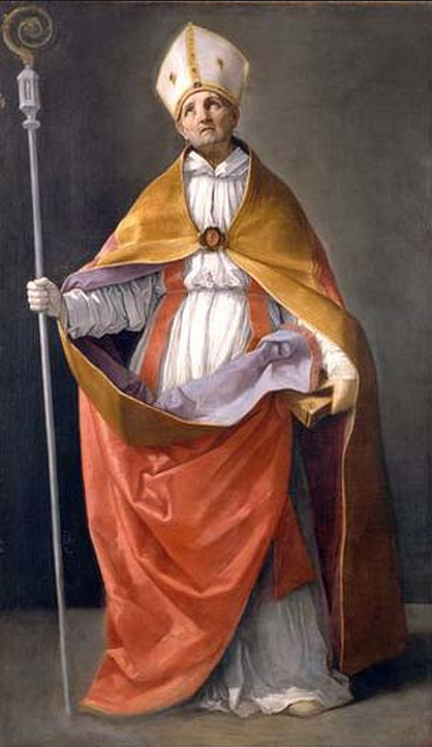
圭多·雷尼的《聖安德烈亞·科爾西尼》（Sant'Andrea Corsini），235 × 139cm，約作於1639年。
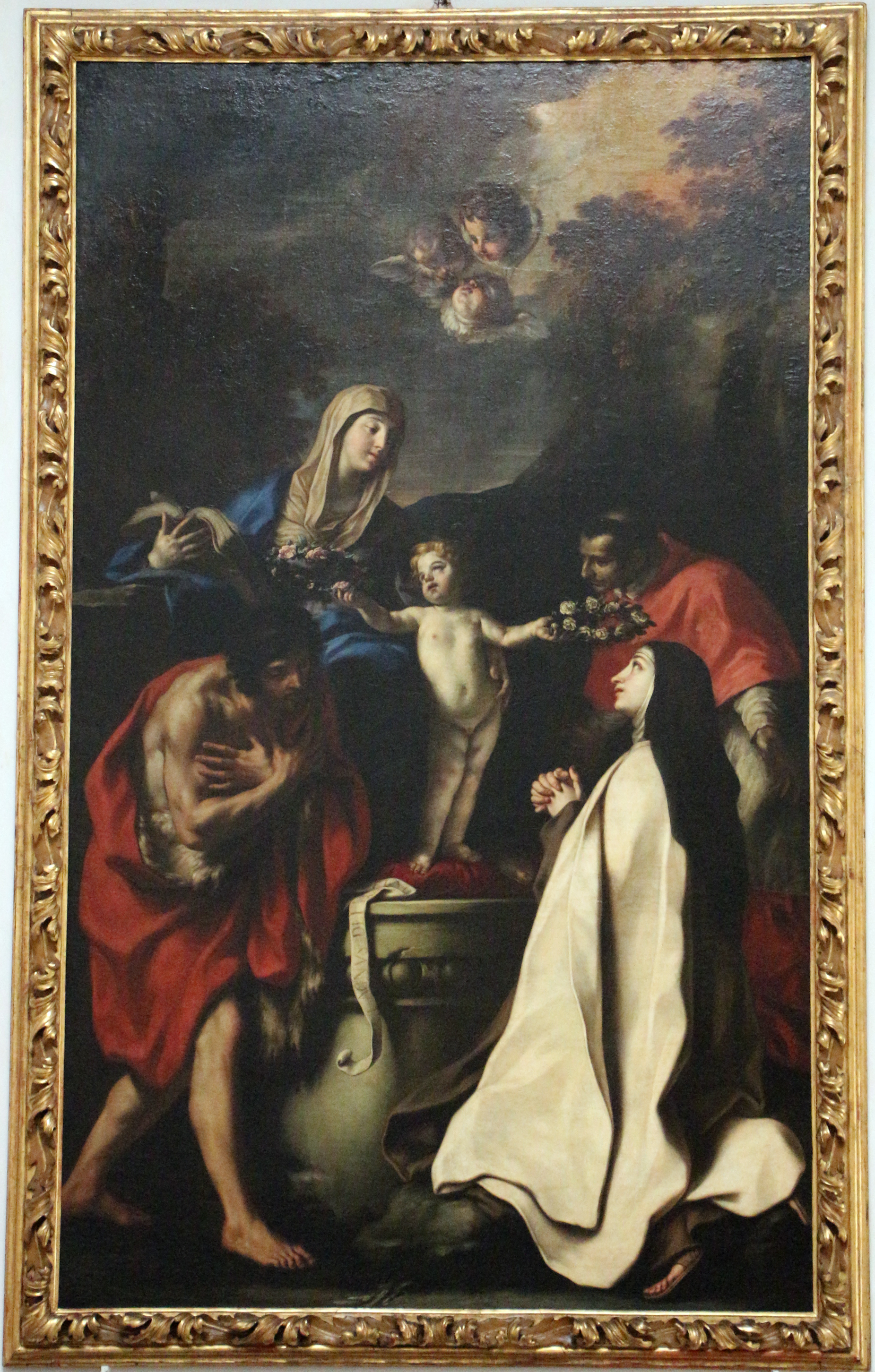
卡羅·西格納尼的《聖母子與聖人們》（Madonna col Bambino e Santi），385 × 229cm，約作於1680年。
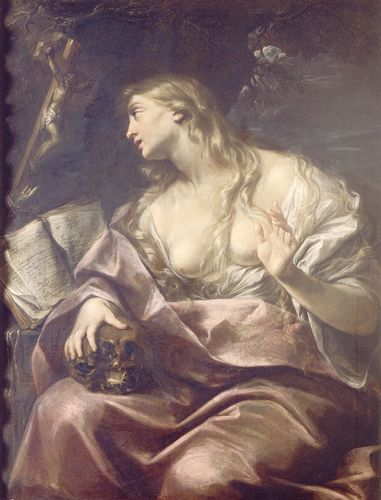
喬萬·吉奧塞佛·達·索萊（英语：Giovanni Gioseffo dal Sole）的《懺悔的抹大拉的瑪利亞》（Maddalena penitente），127 × 95cm，約作於1695－1700年，來自贊貝卡里的收藏。
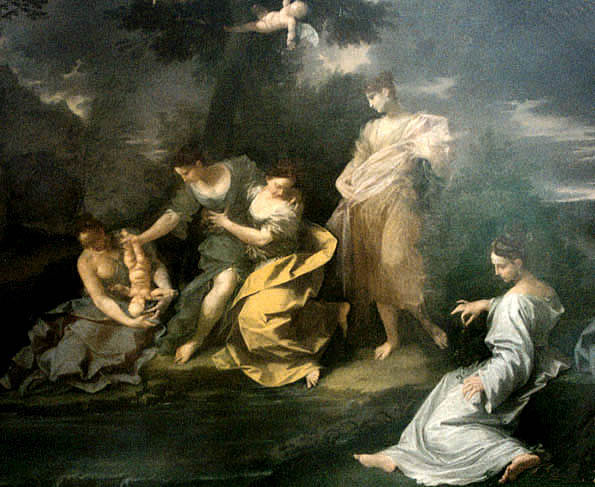
多納托·克雷蒂（英语：Donato Creti）的《浸於冥河的年幼阿基里斯》（Achille tuffato nello stige），129 × 163cm，約作於1710年，來自贊貝卡里的收藏。
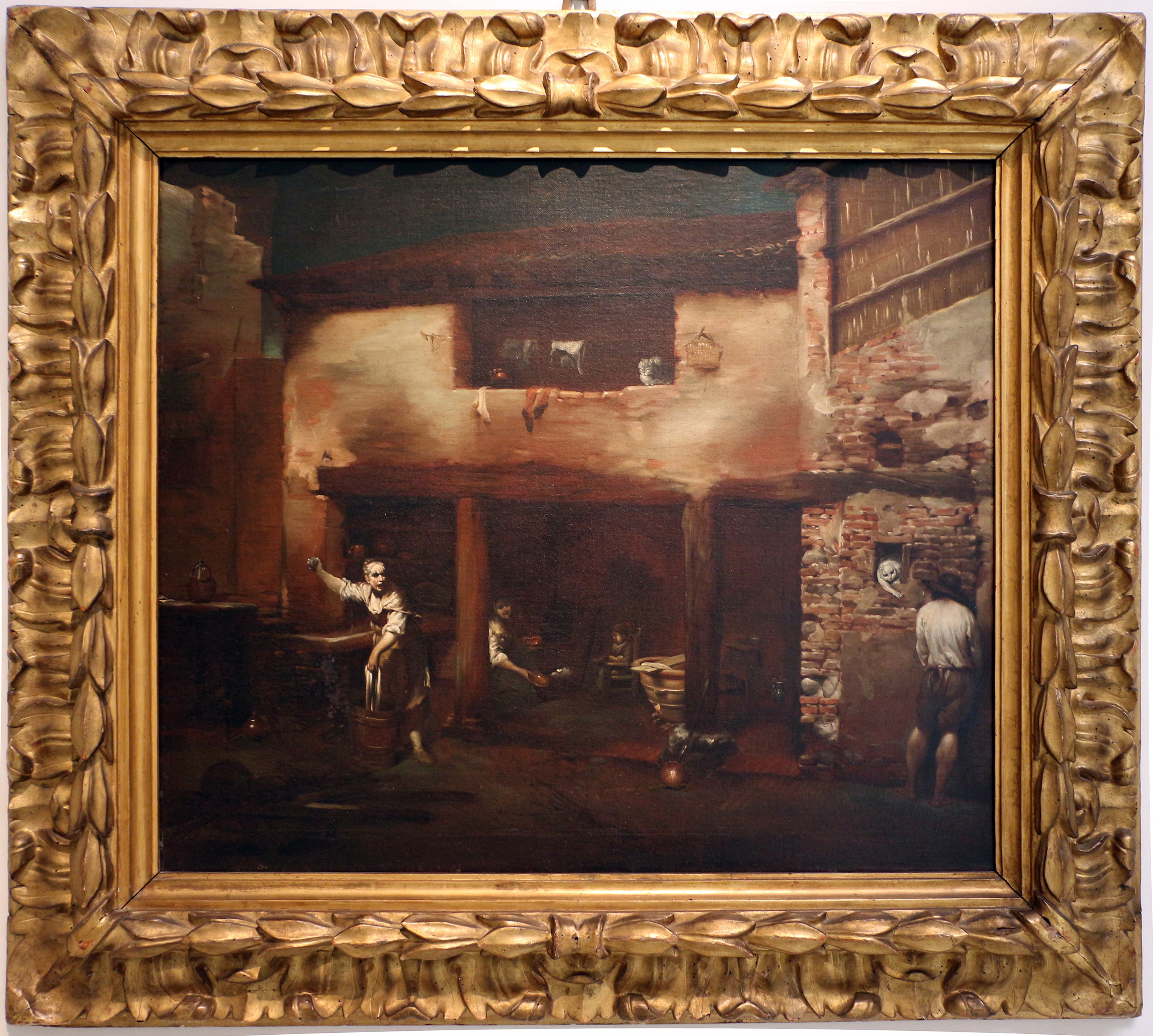
朱塞佩·瑪麗亞·克雷斯皮（英语：Giuseppe Maria Crespi）的《鄉間農舍》（Scena di fattoria），76 × 90cm，約作於1710－1715年，1917年始藏。
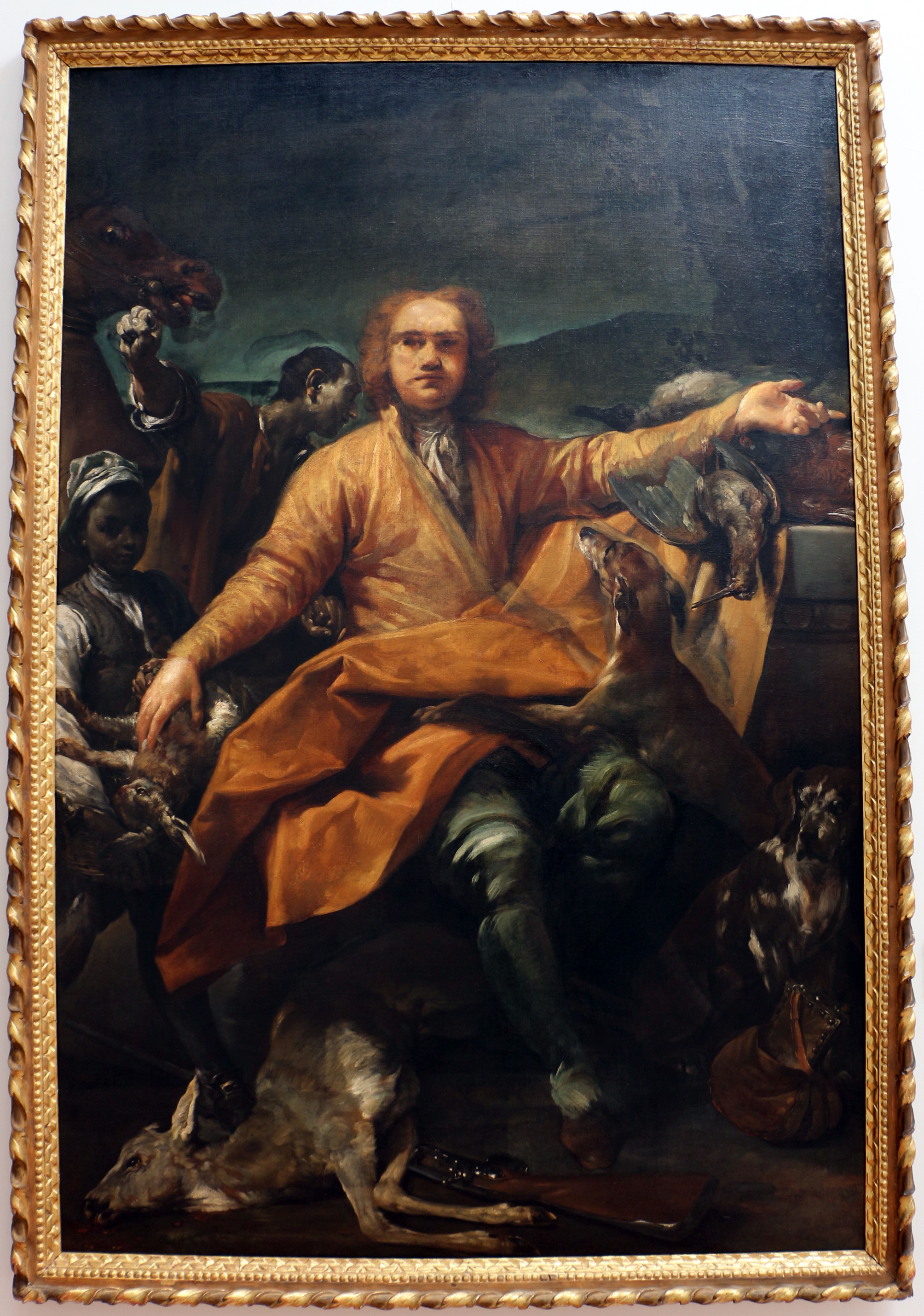
朱塞佩·瑪麗亞·克雷斯皮的《狩獵者肖像畫》（Ritratto di cacciatore），228 × 152cm，約作於1720－1730年，來自贊貝卡里的收藏。
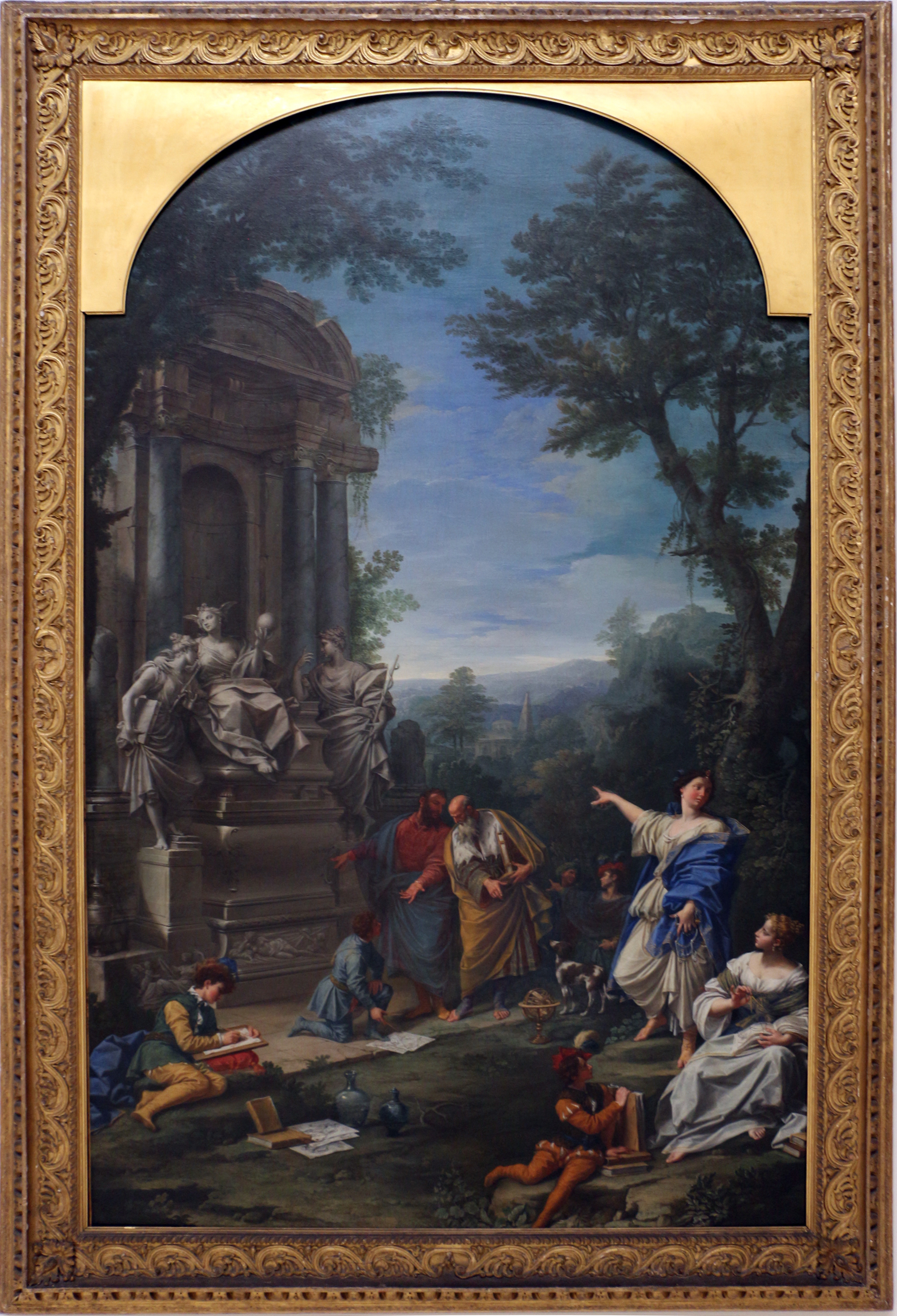
多納托·克雷蒂、努齊奧·費拉約里（英语：Nunzio Ferraiuoli）及卡羅·貝索里（Carlo Besoli）的《勞勃·波以耳、約翰·洛克以及湯瑪斯·辛登漢（英语：Thomas Sydenham）的暗喻墓》（Tomba allegorica di Boyle, Locke e Sydenham），220 × 138cm，約作於1729年，1927年始藏。
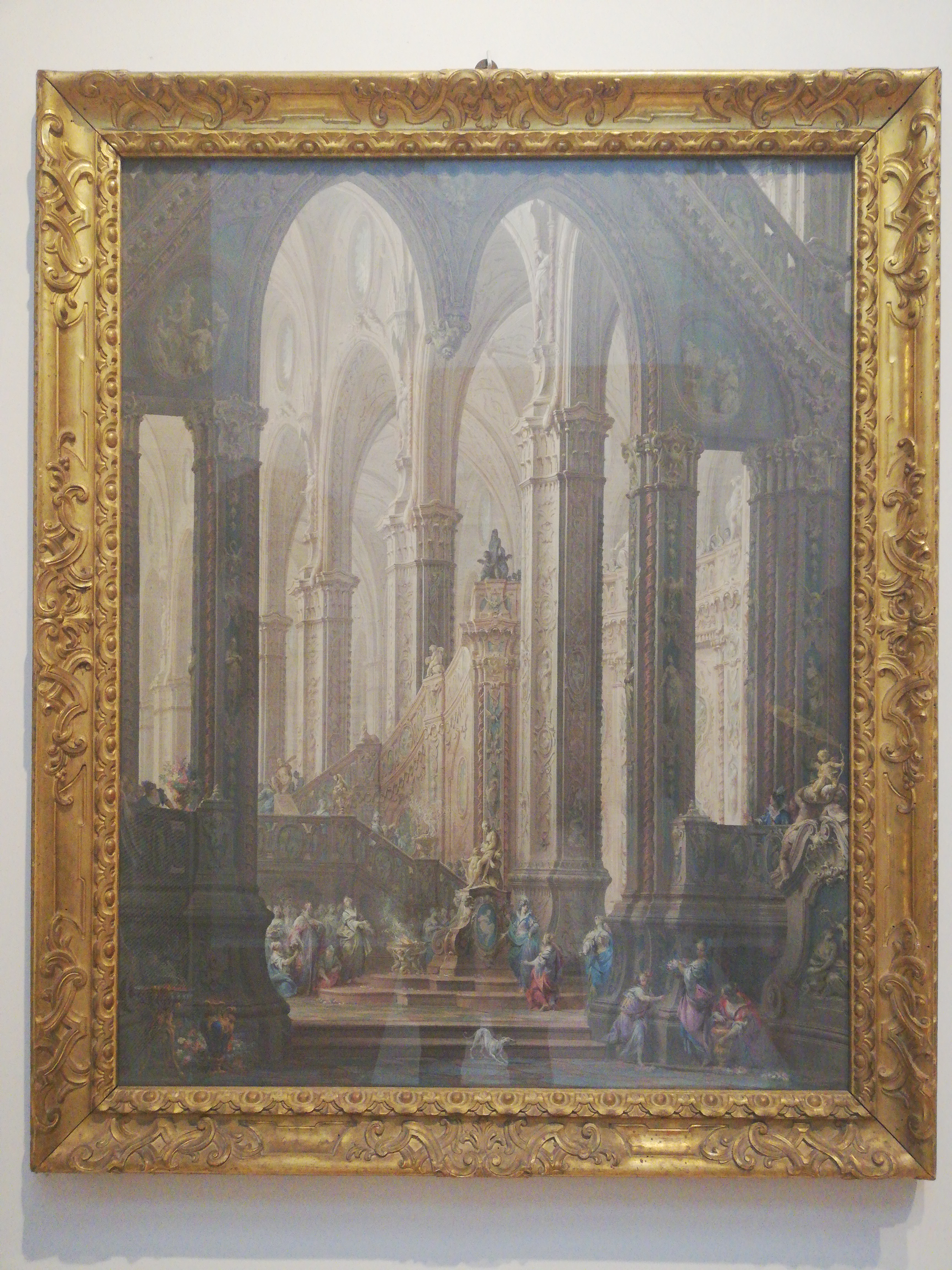
維多里奧·瑪麗亞·畢加里（英语：Vittorio Maria Bigari）的《所羅門焚香獻祭》（Salomone incensa gli idoli），120 × 95cm，約作於1740年。
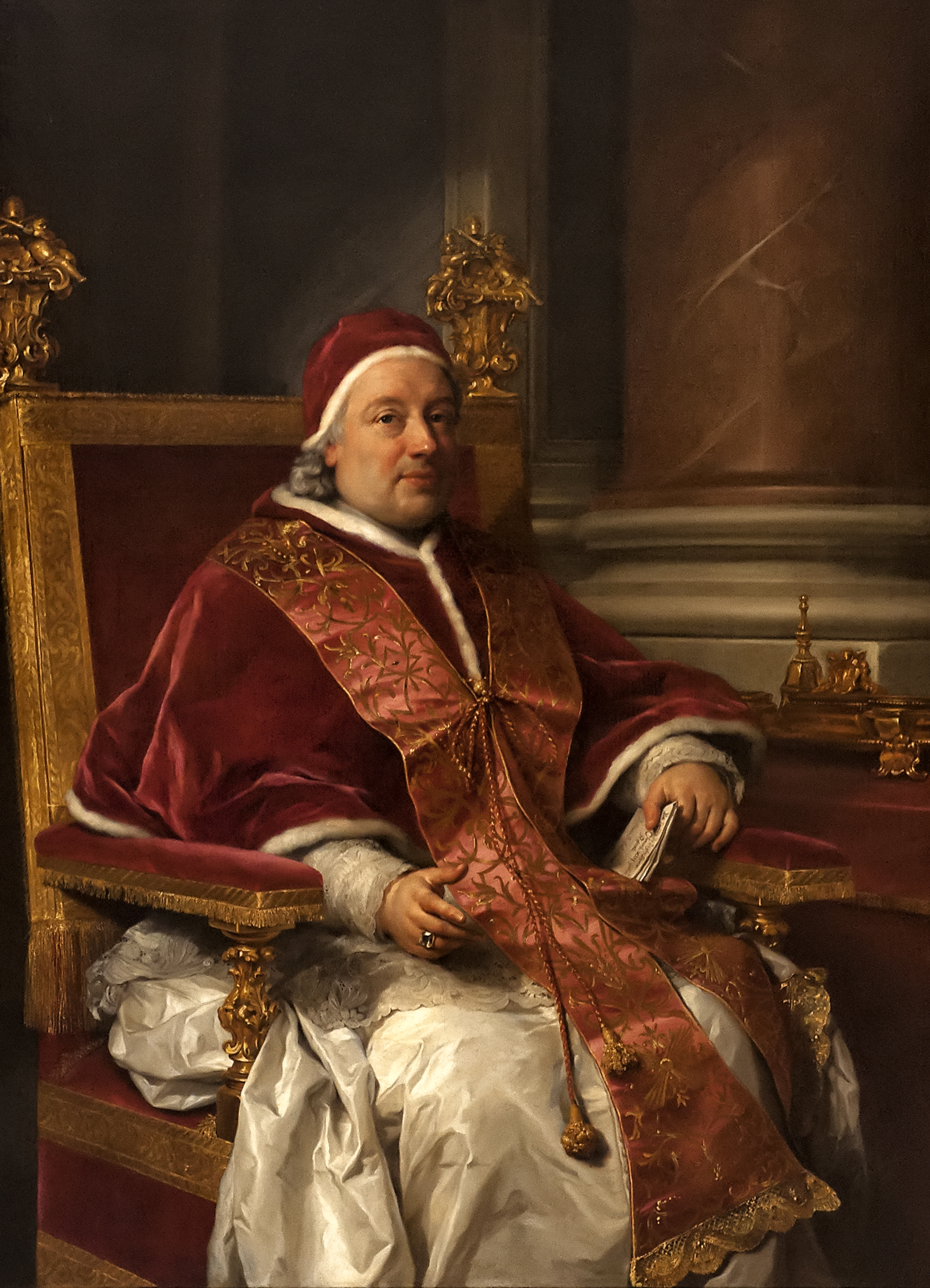
安東·拉斐爾·門斯的《教宗克雷芒十三世肖像畫》（Ritratto di Papa Clemente XIII），155 × 112cm，約作於1765年，1827年始藏。
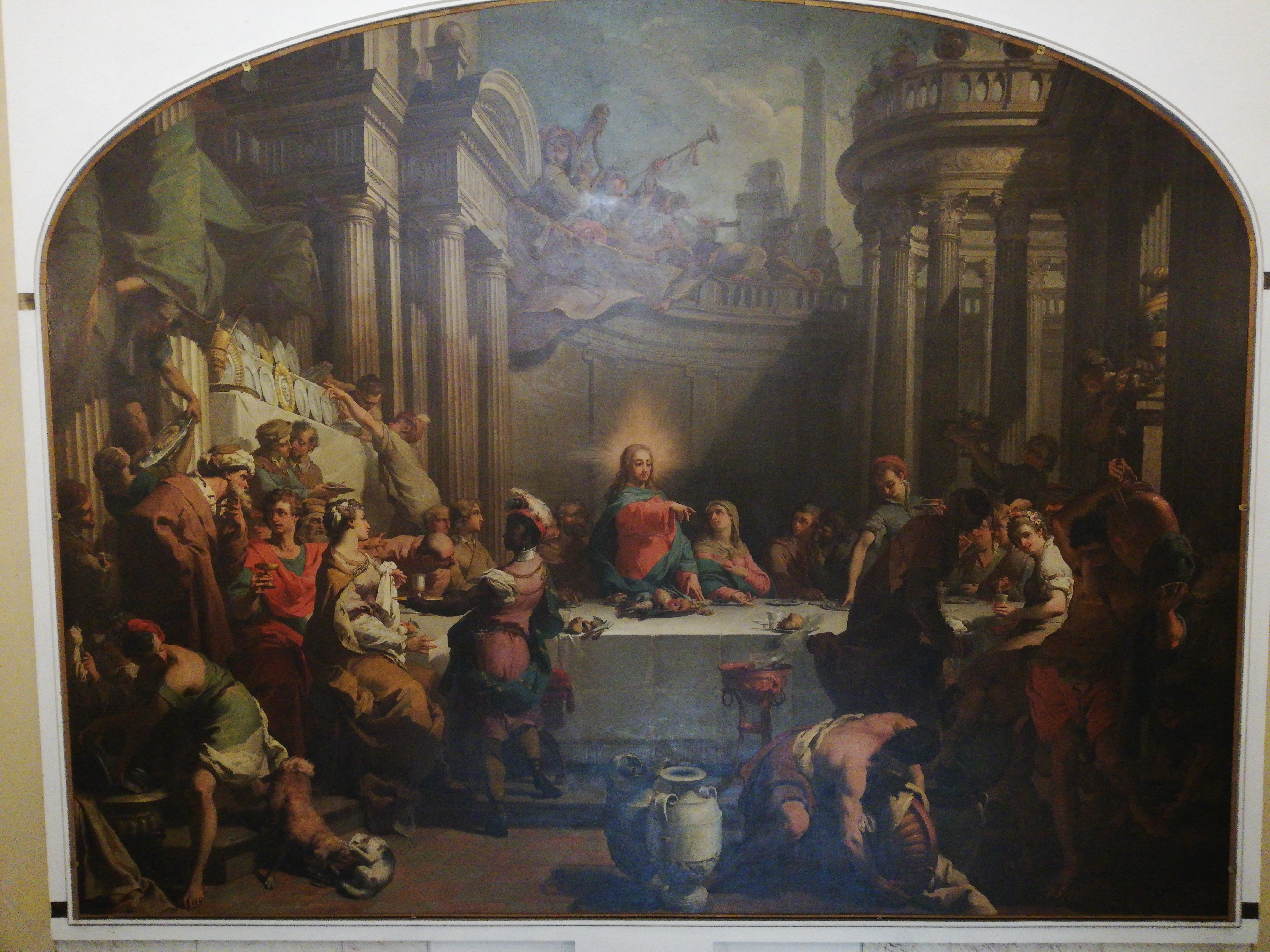
加埃塔諾·甘多爾菲（英语：Gaetano Gandolfi）的《迦拿的婚禮》（Nozze di Cana），530 × 679cm，約作於1775年。
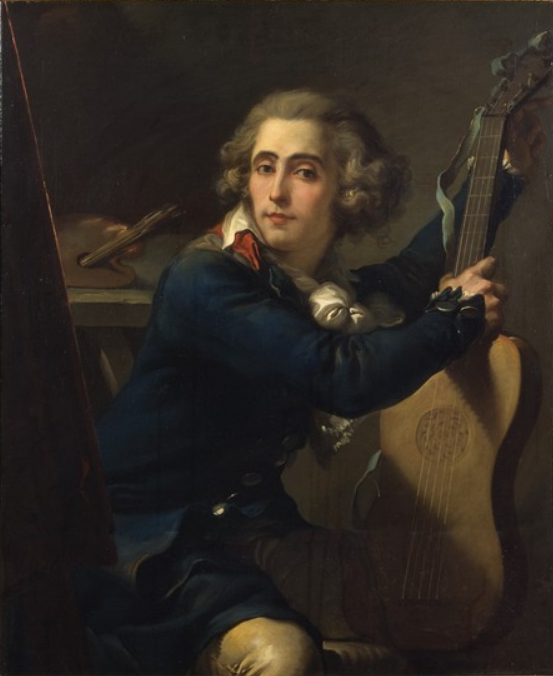
毛羅·甘多爾菲（英语：Mauro Gandolfi）的《自畫像》（Autoritratto），96 × 78cm，約作於1785－1790年。

### 引用
1. ↑   (PDF).   [2019-05-18]. （原始内容存档 (PDF)于2019-06-09）.
2. 1 2   Buscaroli, pp.8-19.
3. ↑  .   [2019-05-18]. （原始内容存档于2020-04-11）.
4. ↑   Buscaroli, p.22.
5. ↑   Buscaroli, p.26.
6. ↑   Buscaroli, p.28.
7. ↑   Buscaroli, p.32.
8. ↑   Buscaroli, p.33.
9. ↑   Buscaroli, p.34.
10. ↑   Buscaroli, p.40.
11. ↑   Buscaroli, p.42.
12. ↑   Buscaroli, p.44.
13. ↑   Buscaroli, p.46.
14. ↑   Buscaroli, p.47.
15. ↑   Buscaroli, p.48.
16. ↑   Buscaroli, p.52.
17. ↑   Buscaroli, p.56.
18. ↑   Buscaroli, p.58.
19. ↑   Buscaroli, p.60.
20. ↑   Buscaroli, p.64.
21. ↑   Buscaroli, p.66.
22. ↑   Buscaroli, p.68.
23. ↑   Buscaroli, p.72.
24. ↑   Buscaroli, p.73.
25. ↑   Buscaroli, p.74.
26. ↑   Buscaroli, p.75.
27. ↑   Buscaroli, p.76.
28. ↑   Buscaroli, p.80.
29. ↑   Buscaroli, p.82-83.
30. ↑   Buscaroli, p.84.
31. ↑   Buscaroli, p.86.
32. ↑   Buscaroli, p.87.
33. ↑   Buscaroli, p.90.
34. ↑  Buscaroli, p.91.
35. ↑   Buscaroli, p.92.
36. ↑   Buscaroli, p.94.
37. ↑   Buscaroli, p.96.
38. ↑   Buscaroli, p.100.
39. ↑   Buscaroli, p.102.
40. ↑   Buscaroli, p.103.
41. ↑   Buscaroli, p.104.
42. ↑   Buscaroli, p.105.
43. ↑   Buscaroli, p.108.
44. ↑   Buscaroli, p.112.
45. ↑   Buscaroli, p.113.
46. ↑   Buscaroli, p.116.
47. ↑   Buscaroli, p.118.
48. ↑   Buscaroli, p.120.
49. ↑   Buscaroli, p.122.
50. ↑   Buscaroli, p.130.
51. ↑   Buscaroli, p.131.
52. ↑   Buscaroli, p.134.
53. ↑   Buscaroli, p.136.
54. ↑   Buscaroli, p.142.
55. ↑   Buscaroli, p.144.
56. ↑   Buscaroli, p.146.
57. ↑   Buscaroli, p.147.
58. ↑   Buscaroli, p.150.
59. ↑   Buscaroli, p.152.